# Gioacchino Rossini
Gioacchino Antonio Rossini, někdy i Gioachino Antonio Rossini  (29. února 1792 Pesaro, Itálie – 13. listopadu 1868 Passy, Francie) byl italský hudební skladatel, který je známý především díky svým operním dílům, v tomto žánru ustanovil nové standardy. Složil také mnoho písní, několik komorních a klavírních skladeb a psal také duchovní hudbu.
Rossini se narodil v italském městě Pesaro rodičům hudebníkům – otec byl trumpetista a matka byla zpěvačka. Začal skládat ve věku 12 let a vzdělával se na hudební škole v Bologni. Jeho první opera byla uvedena v roce 1810 v Benátkách, tehdy mu bylo 18 let. V roce 1815 byl angažován jako operní skladatel a ředitel divadla v sicilském hlavním městě Neapoli, tehdy významné baště belcanta. V období 1810–1823 napsal pro italské scény 34 oper, které se hrály v Benátkách, Miláně, Ferraře, Neapoli a jinde. Tato velká produktivita vyžadovala pro některé části oper (např. jeho populární předehry) téměř formální přístup a určité množství výpůjček z již složených vlastních kompozic. Během tohoto období vytvořil svá posléze nejoblíbenější díla, mimo jiné komické opery Italka v Alžíru, Lazebník sevillský a Popelka, které vynesly na vrchol tradici opery buffa, a také melodrama (opera semiseria) Straka zlodějka. Zkomponoval také díla v dramatickém stylu opera seria jako jsou Othello, Tancredi a Semiramis, vzbuzující stejně jako jeho komické opery obdiv svými melodickými inovacemi, barvitostí harmonie a novátorským užitím hudebních nástrojů, ale též svými dramatickými formami. V roce 1824 byl angažován pařížskou scénou Opéra national de Paris, aby vytvořil operu Cesta do Remeše pro slavnostní korunovaci francouzského krále Karla X., konanou podle tradice v Remeši. Hudbu z této své poslední opery na libreto v italštině později znovu použil pro svou první operu ve francouzštině s názvem Hrabě Ory. Pro pařížské operní divadlo poté vznikla díla Obléhání Korintu a Mojžíš v Egyptě, což byly revize jeho dvou starších oper napsaných původně na italská libreta. V roce 1829 měla v Paříži premiéru Rossiniho poslední opera Vilém Tell.
Dosud nebylo zcela vysvětleno, proč Rossini na posledních 40 let svého života zanechal skládání oper; podílet se na tom mohlo špatné zdraví, získané bohatství, které mu jeho úspěch přinesl, a vzestup spektakulárního žánru grand opéra, kterým se proslavili skladatelé jako byl Giacomo Meyerbeer. V době od raných třicátých let až do roku 1855, kdy opustil Paříž a usídlil se v Bologni, složil Rossini velmi málo děl. Po návratu do Paříže v roce 1855 se proslavil svými sobotními hudebními salony, pravidelně navštěvovanými hudebníky a osobnostmi pařížských uměleckých a módních kruhů. Pro své „soirées“ (večírky) složil zábavné skladby Péchés de vieillesse. Jeho posledním velkým dílem byla mše Petite messe solennelle (1863). Zemřel v Passy u Paříže v roce 1868.

## Život a kariéra

### Mládí
Rossini se narodil v roce 1792 v Pesaru, městě na italském pobřeží Jadranu, které bylo tehdy součástí Papežského státu. Byl jediným dítětem Giuseppe Rossiniho, trumpetisty a hráče na lesní roh, a jeho manželky Anny, rozené Guidarini, dcery pekaře a povoláním švadleny. Giuseppe Rossini byl okouzlující, ale impulzivní a neschopný; břemeno zaopatření rodiny a výchovy dítěte leželo hlavně na jeho manželce Anně s výpomocí její matky a tchyně. Stendhal, který v roce 1824 vydal barvitou skladatelovu biografii, napsal:
| „ | Otec poskytl Rossinimu výchovu hodnou pravého Itala: trochu hudby, trochu náboženství a svazek Ariosta. Zbytek jeho vzdělávání svěřil právoplatné životní škole sestávající z jižanské mládeže, matčiny společnosti, mladých zpěvaček z jeho hudebního souboru, těchto primadon v zárodku, a také drbů z každé vesnice, kterou projížděli. To vše bylo doplněno a vytříbeno muzikálním holičem a zvídavým kavárníkem v jeho rodné vesnici. | “ |

Otec Giuseppe Rossini se přinejmenším dvakrát dostal do vězení: nejprve v roce 1790 kvůli neshodám s místními úřady ve sporu o místo městského trumpetisty, a v letech 1799 a 1800 za republikánský aktivismus a podporu Napoleonových vojsk v boji proti Rakušanům, kteří vojensky zaštiťovali Papežský stát. V roce 1798, když bylo Rossinimu šest let, zahájila jeho matka kariéru profesionální zpěvačky v komické opeře a přes deset let byla úspěšná na různých místech, včetně Terstu a Bologni, než její netrénovaný hlas začal selhávat.
V roce 1802 se rodina přestěhovala do Luga poblíž Ravenny, kde Rossini získal kvalitní základní vzdělání v italštině, latině a aritmetice, jakož i v hudbě. U svého otce studoval hru na lesní roh a ostatní hudbu u kněze Giuseppe Malerbeho, jehož rozsáhlá knihovna obsahovala díla Haydna a Mozarta, v té době v Itálii málo známá, ale pro mladého Rossiniho inspirativní. Byl učenlivý a do dvanácti let složil sadu šesti sonát pro čtyři strunné nástroje, které byly provedeny pod záštitou bohatého patrona v roce 1804. O dva roky později byl přijat do hudební školy Liceo Musicale (hudební gymnázium) v Bologni; zpočátku studoval zpěv, violoncello a klavír a brzy vstoupil do třídy skladby. Během studia napsal několik solidních děl, včetně mše a kantáty, a po dvou letech dostal nabídku pokračovat v dalším studiu. Tuto nabídku odmítl: přísný akademický režim lycea ho vybavil solidní kompoziční technikou, ale jak uvádí jeho životopisec Richard Osborne, „nakonec se prosadil jeho instinkt pokračovat ve vzdělávání v reálném světě.“
Ještě jako student Licea Musicale Rossini vystupoval na veřejnosti jako zpěvák a pracoval v divadlech jako korepetitor a hráč na klávesové nástroje. V roce 1810 na žádost populárního tenoristy Domenica Mombelliho napsal svou první operní partituru, operu serii o dvou jednáních Demetrio a Polibio na libreto Mombelliho manželky. Byla veřejně provedena v roce 1812 po skladatelových prvních úspěšných dílech. On a jeho rodiče došli již předtím k závěru, že jeho budoucnost spočívá ve skládání oper. Hlavním operním centrem severovýchodní Itálie byly Benátky; jako osmnáctiletý tam koncem roku 1810 odešel jako svěřenec rodinného přítele, skladatele Giovanniho Morandiho.

### První opery: 1810–1815
První Rossiniho inscenovanou operou bylo Manželství na směnku (La cambiale di matrimonio), jednoaktová komedie, uvedená v listopadu 1810 v malém divadle Teatro San Moisè v Benátkách. Dílo mělo velký úspěch a autor obdržel honorář, který mu připadal jako malé jmění: „čtyřicet scudi – částka, kterou jsem nikdy neviděl pohromadě“. Později popsal San Moisè jako ideální divadlo pro mladého skladatele, který se učil svému řemeslu – „všechno tu debut začínajícího skladatele usnadňovalo“: nebyl zde žádný sbor a jen malý herecký soubor; hlavní repertoár divadla se skládal z jednoaktových komických oper (farsa), inscenovaných se skromnou výpravou a minimálním nazkoušením. Pokračoval v úspěchu své první skladby se třemi dalšími kusy v žánru farsa pro divadlo: Šťastný omyl (L'inganno felice) (1812), Hedvábný žebřík (La scala di seta) (1812), a Pan Nevrlínek aneb Hazard se synem (Il signor Bruschino) (1813).
Mladý skladatel udržoval spojení s Bolognou, kde v roce 1811 zažil úspěch s dirigováním Haydnova oratoria Die Jahreszeiten, a naopak neúspěch se svou první celovečerní operou Podivné nedorozumění (L'equivoco stravagante) Pracoval také pro operní domy ve Ferraře a v Římě. V polovině roku 1812 obdržel objednávku od milánského Teatro alla Scala, pro které napsal dvouaktovou komedii Zkouška lásky (La pietra del paragone). Ta se ve Scale dočkala třiapadesáti uvedení, a to hned v první sezóně. Tento úspěch mu přinesl nejen finanční zisk, ale i osvobození od vojenské služby a titul maestro di cartello – skladatel, jehož jméno na reklamních plakátech zaručovalo vyprodaný sál. Následujícího roku sklidil Tancredi, jeho první opera seria, slušný úspěch v Benátkách v proslulém divadle La Fenice, pak ale ještě větší ve Ferraře s nově napsaným tragickým zakončením. Během několika týdnů po dokončení Tancrediho zažil skladatel další kasovní úspěch se svou komedií Italka v Alžíru (L'italiana in Algeri), složenou ve spěchu a premiérovanou v květnu 1813. Úspěch opery Tancredi proslavil Rossiniho jméno mezinárodně; dostavily se i inscenace tohoto díla v Londýně (1820) a v Paříži (1822).

### Neapol aLazebník sevillský: 1815–1820

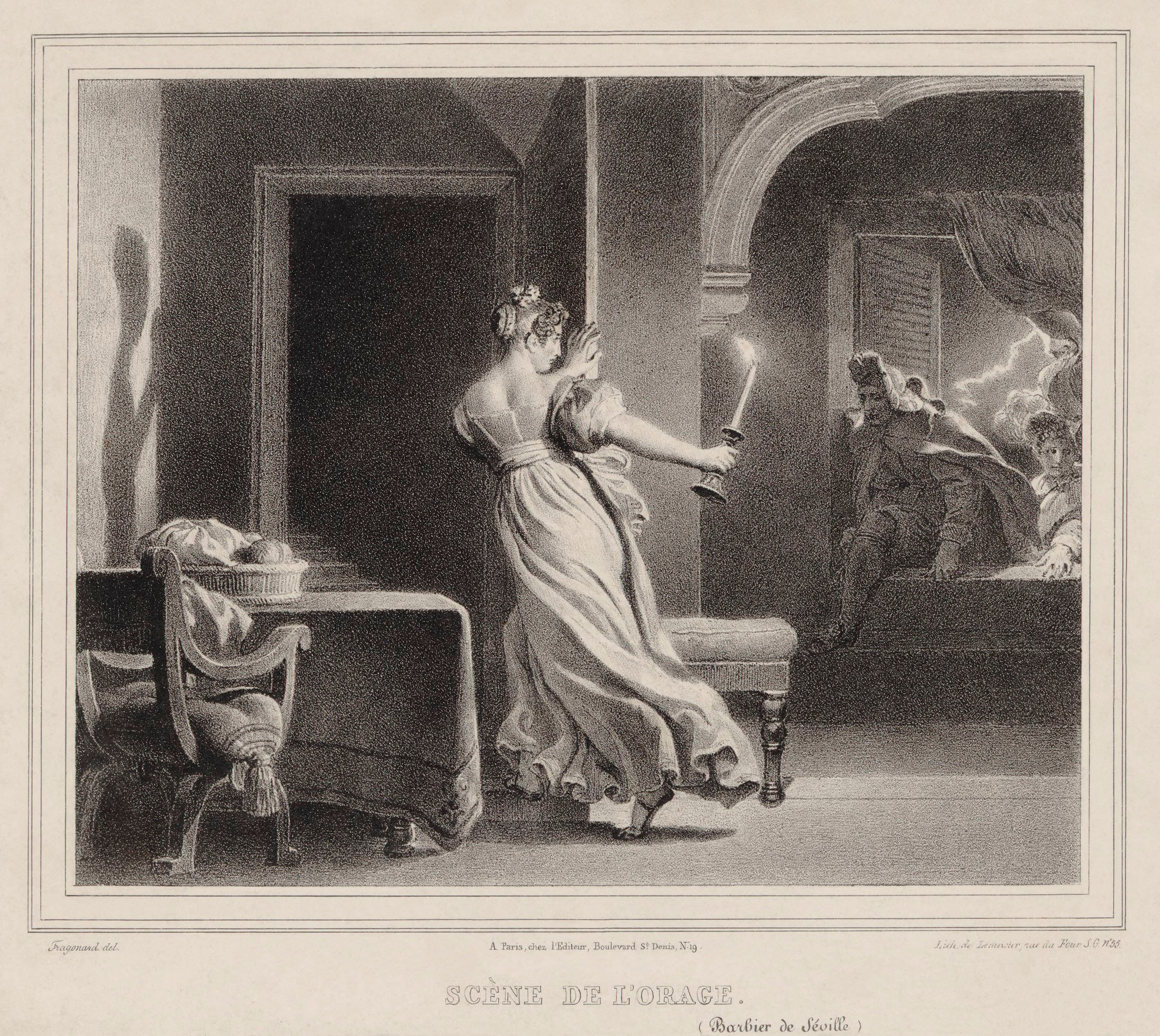
Bouřková scéna z Lazebníka sevillského na litografii z roku 1830 od Alexandra Fragonarda

Rok 1814 nepřinesl Rossinimu velké úspěchy. Opery Turek v Itálii (Il turco in Italia) a Sigismond milánské, respektive benátské obecenstvo nenadchnuly. Rokem 1815 však začala nová důležitá etapa jeho kariéry. V květnu se přestěhoval do Neapole, aby se ujal funkce hudebního ředitele královských divadel. Mezi ně patřilo i Teatro San Carlo, největší operní dům v hlavním městě Neapolského království. Impresário tohoto divadla, Domenico Barbaia, měl posléze na skladatelovu kariéru významný vliv.
Neapolské hudební kruhy zprvu Rossiniho přijaly chladně, považujíce jej za vetřelce do jejich pečlivě udržovaných operních tradic. Město bylo donedávna hlavním operním centrem Evropy; byla tu ctěna památka skladatele Domenica Cimarosy a dosud žil Giovanni Paisiello, ale ještě se neprosadili noví nadějní pokračovatelé této tradice. Vincenzo Bellini, pozdější představitel vrcholného belcanta, stál teprve na samém počátku své zářivé, leč krátké kariéry. Rossini si v Neapoli rychle získal sympatie veřejnosti a hudebních kritiků. Jeho první dílo pro San Carlo, Alžběta, královna anglická (Elisabetta, regina d'Inghilterra) bylo dramma per musica o dvou jednáních, ve kterém recykloval podstatné části svých dřívějších děl, místnímu publiku neznámých. Rossiniovští badatelé Philip Gossett a Patricia Brauner napsali: „Je to jako by se Rossini chtěl představit neapolské veřejnosti tím, že nabídne výběr nejlepší hudby z oper, které by se v Neapoli pravděpodobně nedočkaly uvedení.“ Nová opera byla přijata s obrovským nadšením, stejně jako neapolská premiéra Italky v Alžíru, a tím si skladatel zajistil v Neapoli pevnou pozici.
Rossini mohl poprvé pravidelně psát pro stálý soubor špičkových zpěváků a pro kvalitní orchestr s náležitými zkouškami a dostatkem času na tvorbu, díky čemuž nemusel psát ve spěchu v honbě za splněním termínů. V letech 1815 až 1822 složil dalších osmnáct oper: devět pro Neapol a devět pro operní domy v jiných městech. V roce 1816 zkomponoval pro římské Teatro Argentina operu, která se posléze stala jeho nejznámější. Byla původně nazvána Almaviva, později se však proslavila jako Lazebník sevillský (Il barbiere di Siviglia). Již od roku 1782 byla hrána populární opera Giovanniho Paisielly s tímto názvem, proto byla Rossiniho verze zprvu pojmenována podle jednoho z hlavních hrdinů, hraběte Almavivy. Premiéra jeho stěžejního díla se udála dne 20. února 1816 a byla provázena nepříjemnostmi na scéně i v hledišti, které bylo obsazeno příznivci tehdy ještě žijícího Paisielly (zemřel 5. června 1816), vůči Rossinimu nepřátelsky naladěnými. Brzo však jeho Lazebník sevillský zaznamenal velký úspěch. V době svého prvního obnoveného nastudování v Bologni o několik měsíců později již byla opera uváděna pod svým současným italským názvem a zcela zastínila Paisiellovu verzi. 

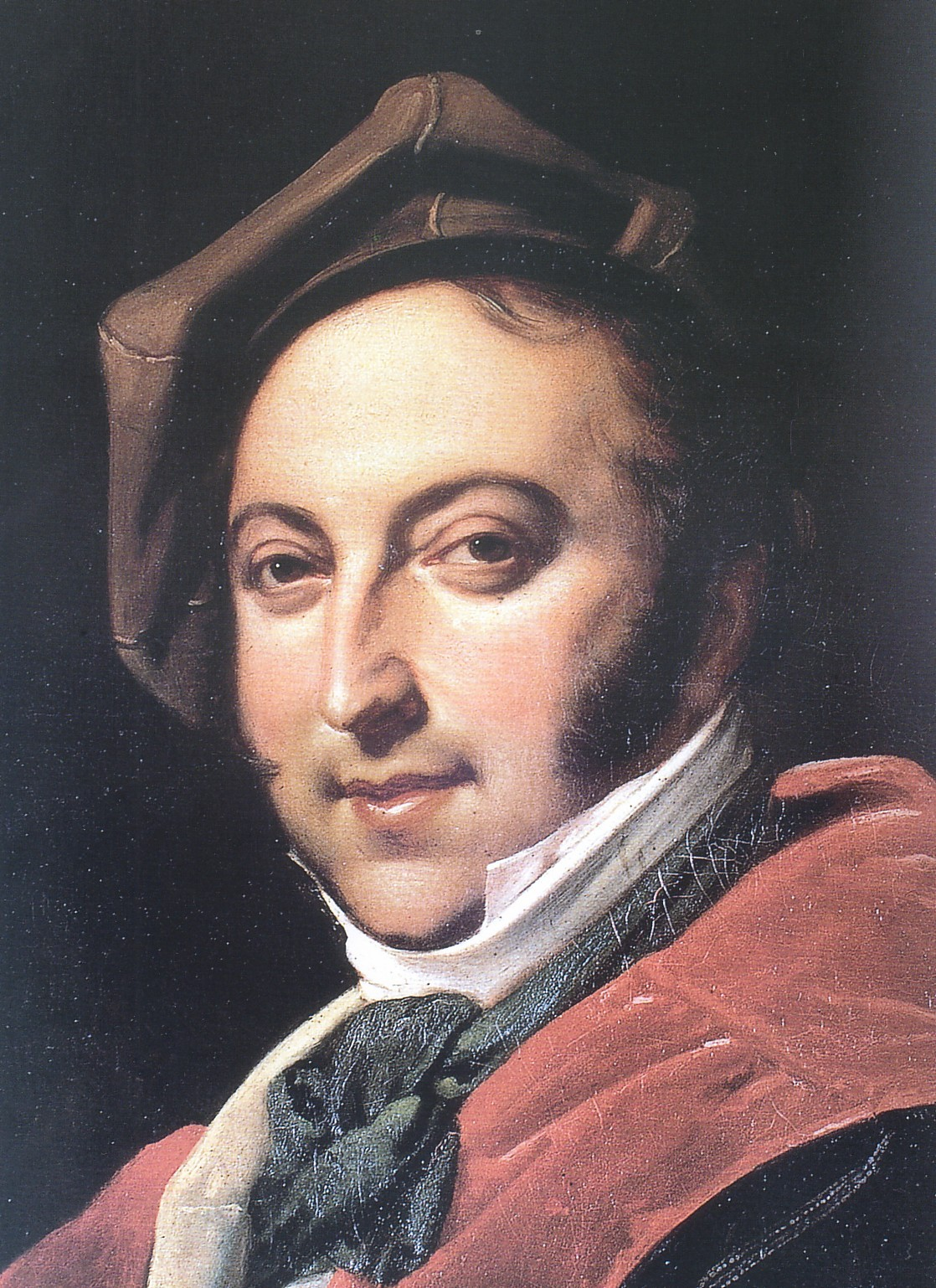
Gioacchino Rossini, portrét z roku 1820 od neznámého autora

Rossiniho opery pro neapolské Teatro San Carlo byla rozsáhlá, zpravidla vážná díla. Jeho Othello (1816) přiměl anglického básníka George Byrona, aby napsal: „Ukřižovali Othella do opery: hudba dobrá, ale truchlivá – co se ale týče slov!“ Nicméně dílo se stalo populárním a drželo se na jevištích v častých nastudováních, než jej zastínila Verdiho verze na stejný námět o sedm desetiletí později. Mezi skladatelovy další práce pro San Carlo patřily opery Mojžíš v Egyptě (Mosè in Egitto), založená na biblickém příběhu Mojžíše a exodu Židů z Egypta (1818), a Jezerní paní (La donna del lago), podle stejnojmenné básně Waltera Scotta (1819). Pro Teatro alla Scala v Miláně složil v roce 1817 operu Straka zlodějka (La gazza ladra) ve stylu opera semiseria, pro Řím vytvořil svou verzi příběhu o Popelce (La Cenerentola, rovněž 1817). V roce 1817 se konalo také první představení jedné z jeho oper v divadle Theâtre-Italien v Paříži; byla to Italka v Alžíru. Úspěch tohoto díla v tehdejší evropské kulturní metropoli vedl k tomu, že tam byly uvedeny další Rossiniho opery, a dále přispěl k tomu, že nakonec v Paříži získal smlouvu mezi lety 1824 a 1830.
Rossini udržoval svůj osobní život v co největší tajnosti, ale byl známý svou náchylností k pěvkyním z divadelních společností, s nimiž spolupracoval. Mezi jeho milenky v jeho raných letech patřily Ester Mombelli (dcera tenoristy Domenica Mombelliho) a Maria Marcolini z boloňské operní společnosti. Zdaleka nejdůležitější z těchto vztahů – osobních i profesionálních – byla však dlouhodobá liaison a posléze manželství se sopranistkou Isabellou Colbranovou, primadonou v Teatro San Carlo (a bývalou milenkou impresária Barbaie). Poprvé ji slyšel zpívat v Bologni jako patnáctiletý hoch v roce 1807 a když se přestěhoval do Neapole, napsal pro ni řadu důležitých rolí v žánru opera seria.

### Vídeň a Londýn: 1820–1824

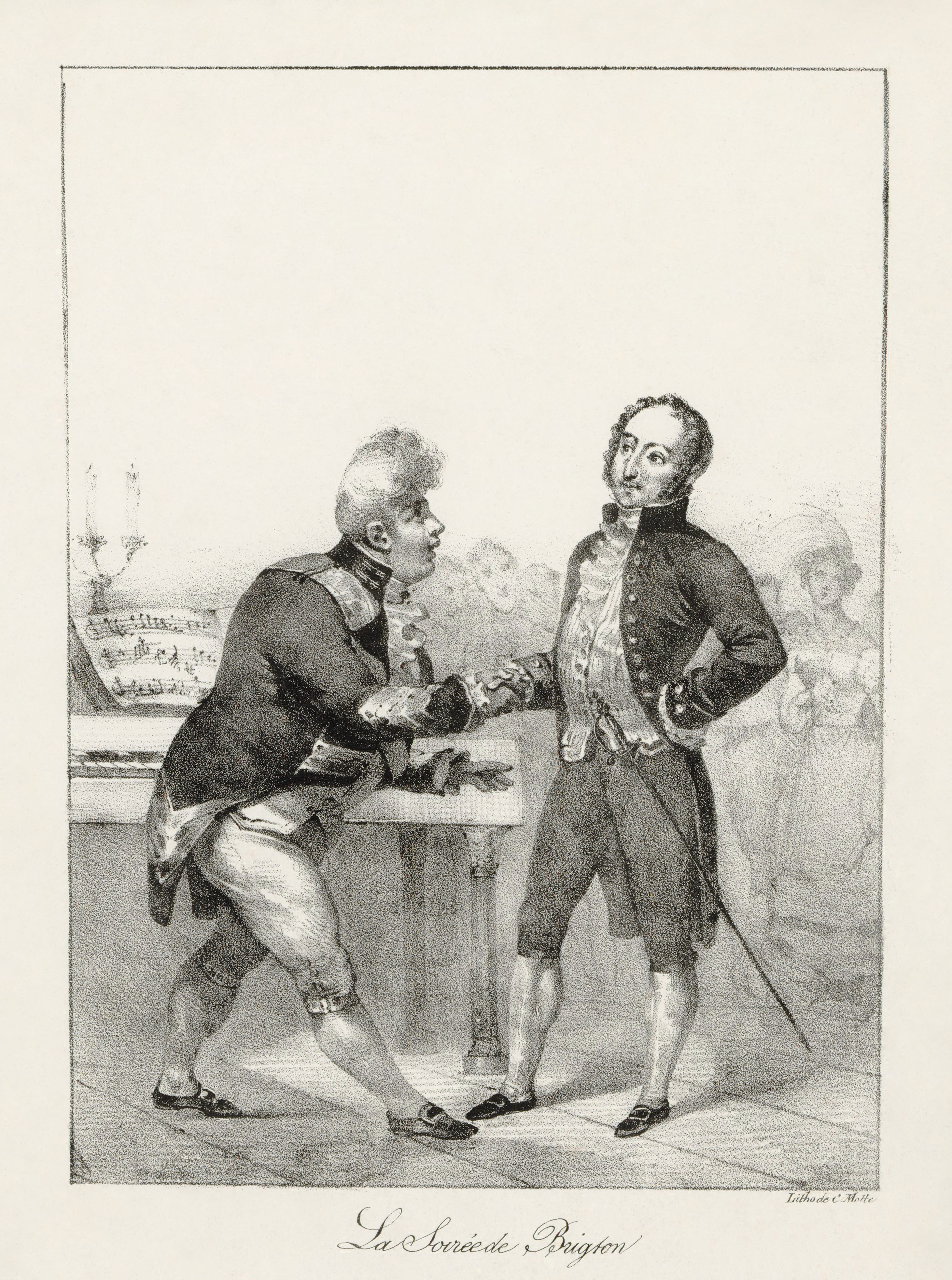
Anglický král Jiří IV. (vlevo) zdraví Rossiniho v brightonském Royal Pavilion v roce 1823

Počátkem dvacátých let se Rossini začal nudit. Neúspěch jeho operní tragédie Hermiona (Ermione) ho přesvědčil, že on a neapolské publikum se už vzájemně nabažili jeden druhého. Protimonarchistické povstání v Neapoli, i když králem Ferdinandem I. Neapolsko-Sicilským rychle potlačené, ho rozrušilo. Když Barbaia podepsal smlouvu na hostování operní společnosti ve Vídni, skladatel se rád připojil, Barbaiovi však zatajil svůj úmysl se do Neapole již nevrátit. V březnu 1822 odcestoval z Neapole spolu s Isabellou Colbranovou. Udělali si zastávku v Bologni a slavili svatbu v malém kostele v nedalekém městečku Castenaso, kde byli oddáni za přítomnosti rodičů z obou stran. Nevěstě bylo třicet sedm let, ženichovi třicet.

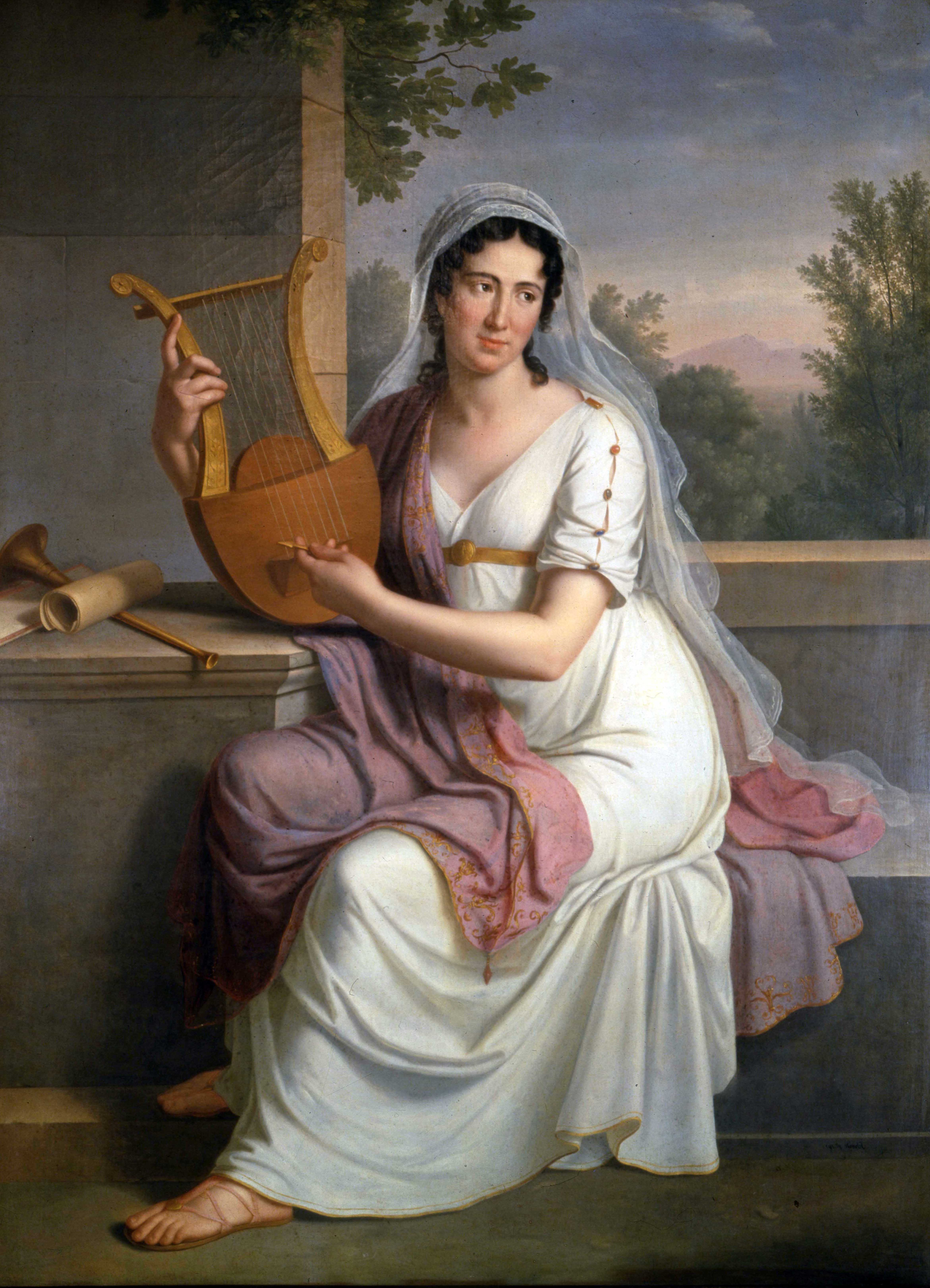
Isabella Colbranová, primadona neapolského Teatro San Carlo, v roce 1817. V roce 1822 se stala první manželkou Gioacchina Rossiniho.

Ve Vídni se Rossinimu dostalo přivítání hrdiny; jeho životopisci to popisují jako „horečnaté nadšení nemající obdoby“, „Rossiniovská horečka“, a „téměř hysterie“. Klemens Wenzel von Metternich, autoritářský kancléř Rakouského císařství, měl rád jeho hudbu a považoval ji za prostou všech potenciálních revolučních nebo republikánských asociací. S radostí proto udělil souboru divadla San Carlo povolení k uvedení skladatelových oper. Během tříměsíční sezóny sehráli šest z nich před publikem tak nadšeným, že asistent Ludwiga van Beethovena, Anton Schindler, to označil za „modlářské orgie“.
Když skladatel ve Vídni slyšel Beethovenovu Symfonii č. 3 (známou jako Eroica), byl tak dojatý, že se rozhodl pokusit se o setkání s věhlasným samotářem. Nakonec to dokázal a později popsal toto setkání mnoha lidem, včetně Eduarda Hanslicka a Richarda Wagnera. Uváděl, že ačkoli rozhovor ztěžovala Beethovenova hluchota a jeho vlastní neznalost němčiny, Beethoven dal jasně najevo svůj názor, že Rossiniho talent není pro vážnou operu a že by „především měl dělat více Lazebníků“. 
Po vídeňské sezóně se Rossini vrátil do Castenasa, aby pracoval se svým italským libretistou Gaetanem Rossim na opeře Semiramis, objednané divadlem La Fenice v Benátkách. Ta měla premiéru v únoru 1823, jako Rossiniho poslední práce pro italské divadlo. Isabella Colbranová zpívala hlavní roli, ale všem bylo jasné, že její hlas už upadal, a tak Semiramidou ukončila svou kariéru v Itálii. Opera přečkala tento prvotní nedostatek, dostala se do mezinárodního operního repertoáru a zůstala populární po celé 19. století; podle slov Richarda Osborna to přivedlo „[Rossiniho] italskou kariéru k velkolepému závěru.“
V listopadu 1823 se skladatel a Isabella Colbranová vydali do Londýna, kde dostali nabídku lukrativní smlouvy. Zastavili se na čtyři týdny v Paříži. Ačkoliv nebyl skladatel Pařížany tak vzrušeně vychvalován jako ve Vídni, přesto se mu dostalo mimořádně dobrého přijetí jak od hudebních kruhů, tak i od veřejnosti. Když se zúčastnil představení svého Lazebníka v divadle Théâtre-Italien, byl vytleskán, vytažen na jeviště a hudebníci mu zahráli serenádu. Pro něj a jeho manželku byl uspořádán slavnostní banket, kterého se zúčastnili přední francouzští skladatelé a umělci. Oba tak nalezli v Paříži příjemné kulturní klima.
V Anglii se Rossini dočkal přijetí králem Jiřím IV., který si jej velmi považoval, ačkoli skladatel byl již lhostejný ke královským hodnostem a aristokracii. On a Isabella Colbranová podepsali smlouvy na operní sezónu v Královském divadle v Haymarketu. Její zjevné hlasové nedostatky však byly vážnou překážkou úspěchu, a proto sama, i když neochotně, zrušila smlouvu. Skladatel nedodržel slib vytvořit novou operu, což jeho veřejné reputaci příliš nepomohlo. Impresário Vincenzo Benelli ovšem také neplnil smlouvu, kterou uzavřel se skladatelem (nevyplácel mu honoráře), což ale nebylo známo londýnskému tisku a veřejnosti, která vinila Rossiniho.
Ve skladatelově biografii z roku 2003 poznamenává Gaia Servadiová, že skladatel a Anglie pro sebe nebyli stvořeni. Plavba přes Lamanšský průliv jej zmohla a je nepravděpodobné, že by ho nadchlo anglické počasí nebo anglická kuchyně. I když byl jeho pobyt v Londýně pravděpodobně finančně výhodný – britský tisk spekuloval, že tam vydělal přes 30 000 liber – byl pak Rossini rád, že podepsal smlouvu na francouzském velvyslanectví v Londýně, aby se mohl vrátit do Paříže, kde se cítil mnohem více doma.

### Paříž a poslední opery: 1824–1829

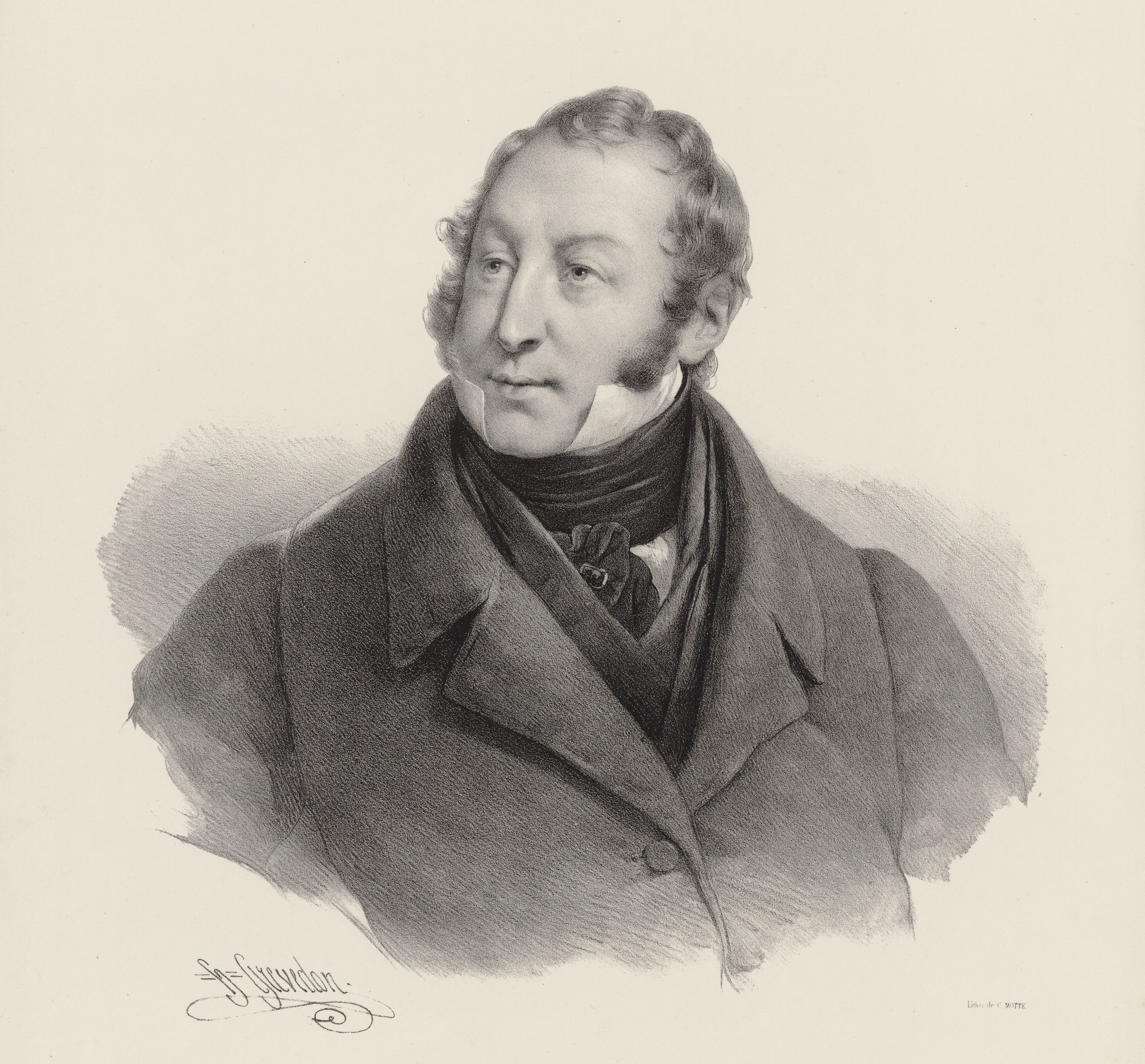
Rossini v roce 1829, kresba Henriho Grevedona

Rossini podepsal novou a lukrativní smlouvu s francouzskou vládou Ludvíka XVIII., který zemřel v září 1824, brzy po skladatelově příjezdu do Paříže. Smlouvou se zavazoval vytvořit jednu velkou operu pro Académie Royale de Musique a dále buď operu buffa, nebo operu semiseria pro Théâtre-Italien. Měl také pomáhat provozovat druhé divadlo a revidovat jedno ze svých dřívějších děl pro znovuuvedení. Smrt krále a nástup Karla X. změnil skladatelovy plány a jeho první novou pařížskou prací byla Cesta do Remeše (Il viaggio a Reims), korunovační opera provedená v červnu 1825 na počest Karlovy korunovace. Byla to jeho poslední opera na italské libreto. Skladatel povolil pouze čtyři představení díla, neboť hodlal nejlepší části hudby použít znovu v opeře, která nebude určena jen pro jednorázovou událost. Asi polovina partitury pozdějšího Hraběte Oryho (Le comte Ory, 1828) má tak původ v tomto díle.

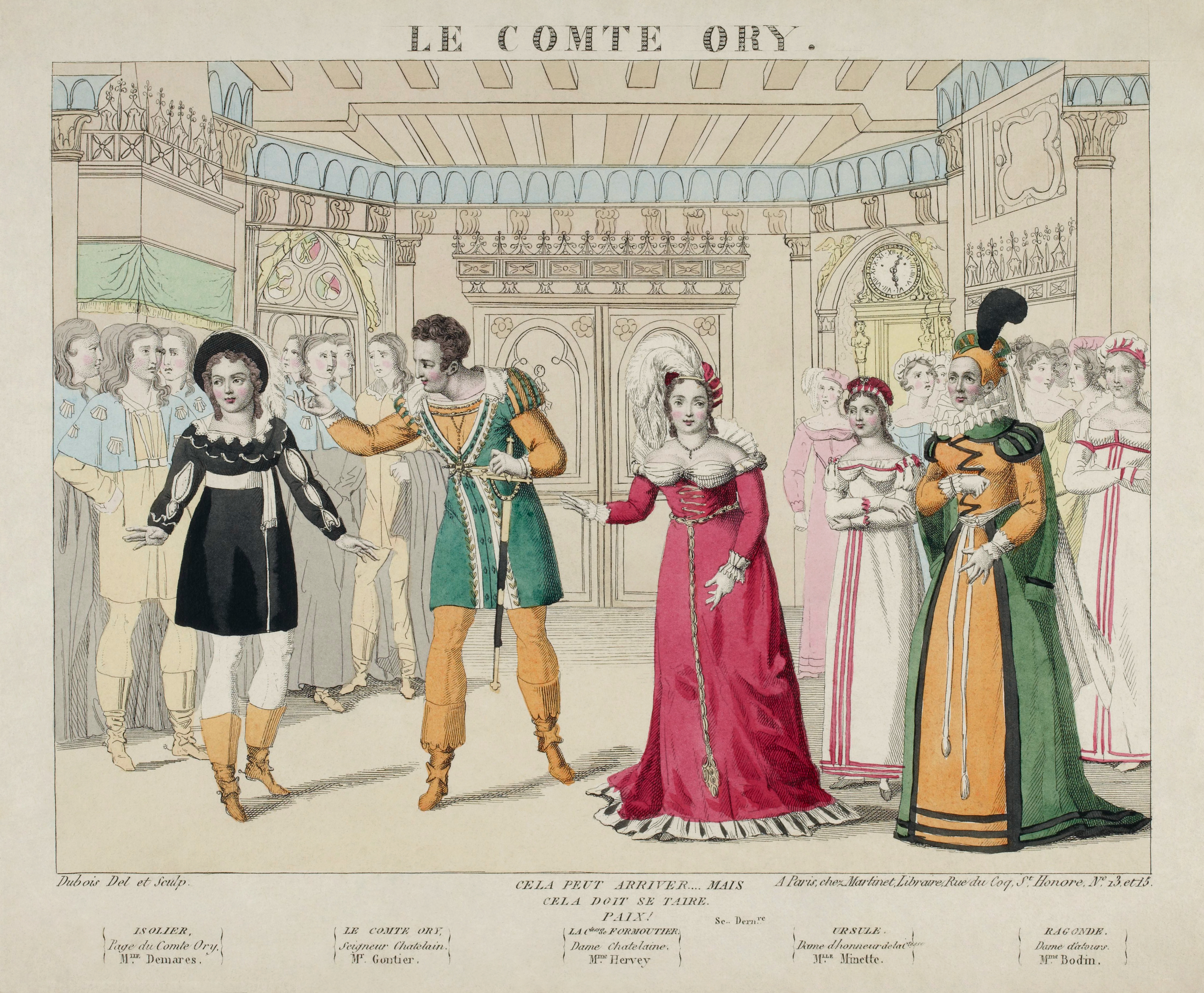
Postavy Isolier, Ory, Adèle a Ragonde v opeře Hrabě Ory

Vynucený konec kariéry Colbranové zatěžoval Rossiniho manželství a nechal ji bez práce, zatímco on zůstal středem hudební pozornosti a byl neustále žádán. Isabella Colbranová nacházela útěchu v „nové zálibě v nakupování“, jak uvádí Servadiová. Rossinimu Paříž nabízela neustálá labužnická potěšení, což se začalo projevovat na jeho zakulacující se postavě. 
První ze čtyř oper, kterou skladatel složil na francouzská libreta, bylo Obléhání Korintu (Le siège de Corinthe, 1826) a Mojžíš a faraon (Moïse et Pharaon, 1827). Obě byly podstatně přepracované kusy původně napsané pro Neapol pod názvy Mohamed druhý a Mojžíš v Egyptě. Před zahájením práce na první z nich se Rossini pečlivě připravil: naučil se francouzsky a studoval způsoby přednesu v tradičním francouzském operním stylu. Vypustil část původní hudby těchto oper, jejíž zdobný styl v Paříži vyšel z módy, a vyhověl místním zvyklostem přidáním tanců, hymnických čísel a posílením úlohy sboru.
Rossiniho matka Anna zemřela v 1827; byl jí oddaný a hluboce cítil její ztrátu. Ona a Colbranová spolu nikdy dobře nevycházely. Servadiová naznačuje, že po smrti matky začal Rossini jedinou zbylou ženu ve svém soukromém životě nesnášet.
V roce 1828 napsal operu Hrabě Ory (Le comte Ory), svou jedinou komickou operu ve francouzštině. Jeho odhodlání znovu použít hudbu z Cesty do Remeše způsobovalo problémy jeho libretistům, kteří museli přizpůsobit původní děj a psát francouzská slova, aby odpovídala existujícím italským číslům. Opera však slavila úspěch a byla k vidění v Londýně do šesti měsíců od pařížské premiéry a v New Yorku v roce 1831. Následující rok Rossini napsal svou dlouho očekávanou velkou operu Vilém Tell Guillaume Tell), na základě hry Friedricha Schillera z roku 1804, která čerpala z legendy o švýcarském národním hrdinovi Vilému Tellovi.

### Tvůrčí odmlka: 1830–1855
Vilém Tell byl dobře přijat. Orchestr a zpěváci se po premiéře shromáždili před skladatelovým domem a na jeho počest provedli strhující finále druhého jednání. Noviny Le Globe psaly o začátku nové éry hudby. Gaetano Donizetti poznamenal, že první a poslední jednání opery napsal Rossini, ale prostřední jednání bylo napsáno Bohem. Dílo bylo bezpochyby úspěšné, nešlo však přímo o šlágr; veřejnosti nějakou dobu trvalo, než operu přijala, a někteří zpěváci ji považovali za příliš náročnou. Nicméně se hrál v zahraničí již během několika měsíců po premiéře, a nic nenaznačovalo, že bude skladatelovou poslední operou.

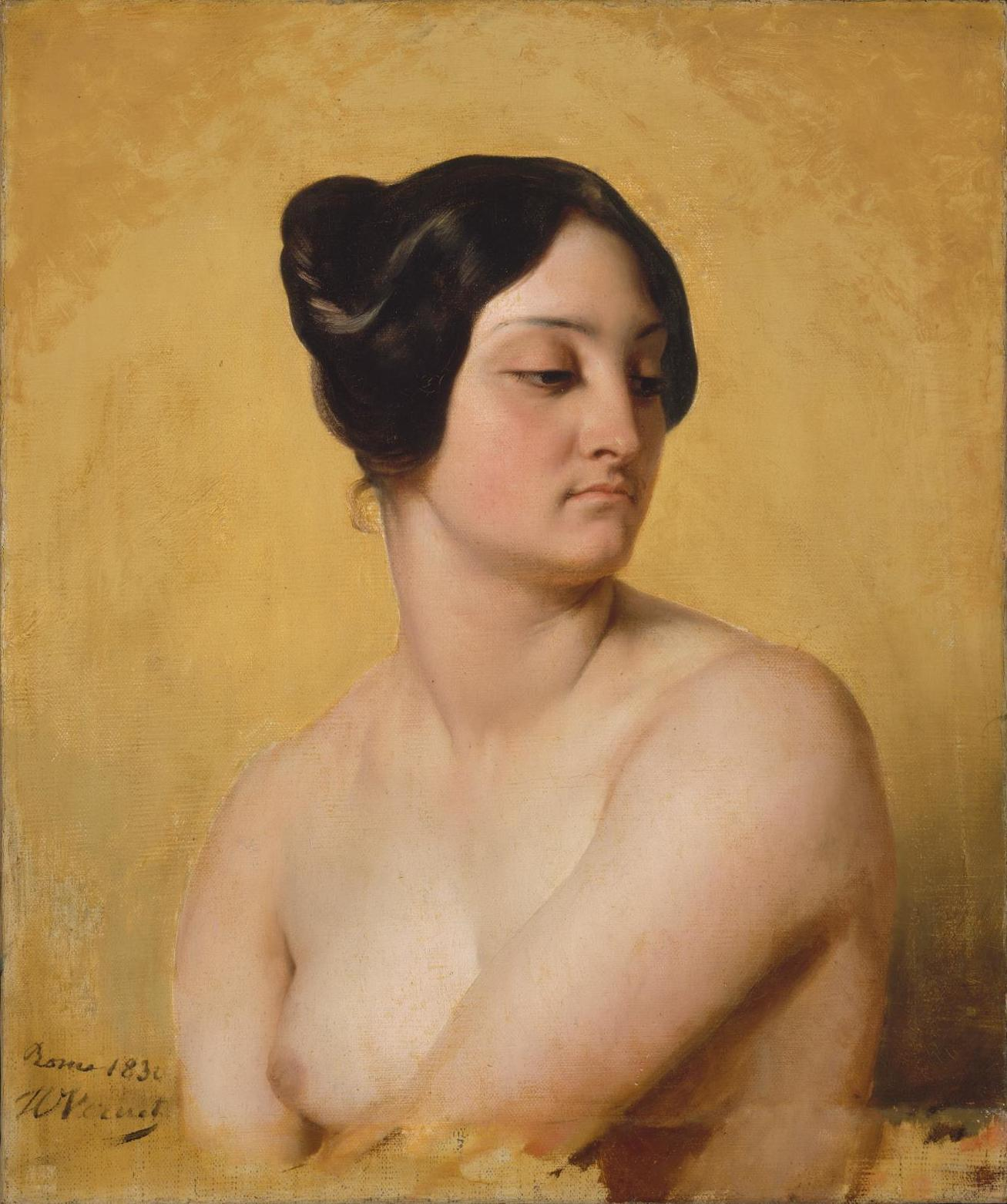
Skladatelova pozdější druhá manželka Olympe Pélissier na studii k obrazu Júdit a Holofernes z roku 1830. Autor: Horace Vernet

Společně se Semiramis je Vilém Tell nejdelší skladatelovou operou, trvá tři a tři čtvrtě hodiny a námaha při skládání ho vyčerpala. Přestože do roku plánoval operní zpracování příběhu o Faustovi, události a špatné zdraví ho předběhly. Po premiéře Viléma Tella opustil Paříž a pobýval v Castenasu. Události během jednoho roku v Paříži zahnaly Rossiniho zpět. Karel X. byl svržen červencovou revolucí v roce 1830 a nová administrativa v čele s Ludvíkem Filipem oznámila radikální škrty ve vládních výdajích. Mezi ně patřilo zrušení celoživotní renty pro Rossiniho, kterou si vydobyl po tvrdém vyjednávání s předchozím režimem. Pokus o obnovení roční renty byl jedním z důvodů Rossiniho návratu. Druhým důvodem byla jeho nová milenka Olympe Pélissier. Colbranovou nechal v Castenasu; nikdy se do Paříže nevrátila a od té doby už spolu nikdy nežili.
Již během života a po Rossiniho smrti se probíraly důvody, proč skončil s tvorbou oper. Předpokládalo se, že ve věku třiceti sedmi let si po napsání třiceti devíti oper jednoduše naplánoval odejít na odpočinek a držel se tohoto plánu. Měl proměnlivý zdravotní stav a od francouzské vlády si sjednal značnou rentu. Kritik Francis Toye ve studii z roku 1934, věnované skladateli, razil frázi „velké odřeknutí“, a nazval jeho odmlku „jedinečným úkazem v dějinách hudby a těžko srovnatelným v celé historii umění“:
| „ | Existuje nějaký další umělec, který se tak záměrně, v samém mládí, vzdal této umělecké produkce, která ho proslavila po celém civilizovaném světě? | “ |

Básník Heinrich Heine porovnával jeho odmlku s Shakespearovým zanecháním tvorby: dva géniové rozpoznávající, kdy dosáhli nepřekonatelného a nesnažili se usilovat o pokračování. Jiní, tehdy i později, tvrdili, že Rossini odešel do důchodu kvůli vzteku nad úspěchy Giacoma Meyerbeera a Jacquese Halévyho v žánru Grand opéra. Moderní Rossiniovští badatelé obecně takové teorie ignorují, a tvrdí, že neměl v úmyslu vzdát se skládání oper a že spíše okolnosti než osobní volba způsobila, že Vilém Tell byl poslední operou. Gossett a Richard Osborne naznačují, že hlavním faktorem Rossiniho odchodu do důchodu mohlo být onemocnění. Od odchodu do důchodu měl Rossini občas špatné zdraví, jak fyzické, tak i duševní. V dřívějších letech dostal kapavku, což později vedlo k bolestivým vedlejším účinkům, od uretritidy po artritidu; záchvaty oslabovaly deprese, které komentátoři spojili s několika možnými příčinami: cyklotymií, nebo bipolární poruchou nebo reakcí na smrt jeho matky.
Během následujících 25 let po Vilému Tellovi toho skladatel složil málo, ačkoli Gossett poznamená, že jeho relativně nemnohé skladby z třicátých a čtyřicátých let 19. století nevykazují pokles hudební inspirace. Patří mezi ně Les Soirées musicales (soubor dvanácti písní pro sóla nebo dueta a klavír z let 1830 až 1835) a jeho Stabat Mater (toto duchovní dílo započal v roce 1831 a dokončil v roce 1841). Poté, co v roce 1835 vyhrál boj s vládou o osobní rentu, odešel z Paříže a usadil se v Bologni. Jeho návrat do Paříže v roce 1843 k lékařskému ošetření u chirurga Jeana Civialea vyvolal naděje, že by mohl složit novou velkou operu – kolovaly zprávy, že Eugène Scribe pro něj připravuje libreto o Janě z Arku. V roce 1844 se pařížská Opéra national přeorientovala, když představila francouzskou verzi Rossiniho Othella, která obsahovala také materiál z některých skladatelových dřívějších oper. Není jasné, do jaké míry – pokud vůbec – se na této produkci podílel Rossini, dílo se však nedočkalo kladného přijetí. Kontroverznější byla opera pasticcio Robert Bruce (1846), na které se Rossini podílel. Vrátil do Bologni a spolupracoval s výběrem hudby ze svých starších oper, které dosud nebyly v Paříži provedeny, zejména z Jezerní paní. Opéra national se snažila představit Roberta jako novou Rossiniho operu. O Othellovi bylo možno ještě tvrdit, že je to skutečný, kanonický Rossini, Robert byl dle kritiků prostě „falešné zboží, a to z minulé éry“, jak píše historik Mark Everist. Dále Everist cituje Théophila Gautiera s politováním, že „nedostatek soudržnosti mohl být maskován vynikajícím výkonem; bohužel tradice Rossiniho hudby byla v Opéře již dávno ztracena.“
V období po 1835 se formálně odloučil od manželky, která zůstala v Castenasu (1837), a ve věku osmdesáti let mu zemřel otec (1839). V roce 1845 Isabella Colbranová vážně onemocněla a v září Rossini odcestoval, aby ji navštívil; o měsíc později zemřela. Následující rok se Rossini a Olympe Pélissier v Bologni uzavřeli manželství. Události revoluce v roce 1848 vedly Rossiniho k tomu, aby se vzdálil z boloňského regionu, kde se cítil ohrožen vzpourou, a přesídlil do Florencie, ve které zůstal až do roku 1855.
Počátkem padesátých let se jeho duševní a fyzické zdraví zhoršilo až do té míry, že se jeho manželka a přátelé obávali o jeho zdravý rozum nebo život. V polovině tohoto desetiletí bylo jasné, že se musí vrátit do Paříže, kde byla k dispozici nejpokročilejší lékařská péče. V dubnu 1855 se manželé vydali na poslední cestu z Itálie do Francie. Rossini se ve věku šedesáti tří let vrátil do Paříže, která se mu stala domovem po zbytek života.

### Hříchy stáří: 1855–1868
| Nabízím tyto skromné písně mé drahé ženě Olympe jako jednoduchý doklad vděčnosti za laskavou, inteligentní péči, kterou na mě nešetřila během mé příliš dlouhé a hrozné nemoci. |
| Věnování Musique anodine, 1857 |

 Gossett poznamenává, že ačkoli popis skladatelova života v letech 1830 až 1855 je depresivní čtení, lze „bez přehánění říci, že v Paříži Rossini obživl“. Uzdravil se a užíval si radosti z života. Poté, co se usadil v Paříži, si udržoval dva domovy: byt v rue de la Chaussée-d'Antin v luxusní centrální oblasti, a neoklasickou vilu pro něj postavenou v Passy, obce nyní včleněné do města, ale tehdy polovenkovské. Se svou manželkou založili salon, který si získal mezinárodní proslulost. První z jejich sobotních večerních posezení – samedi soirées – se konalo v prosinci 1858 a poslední pak dva měsíce před jeho smrtí v roce 1868.

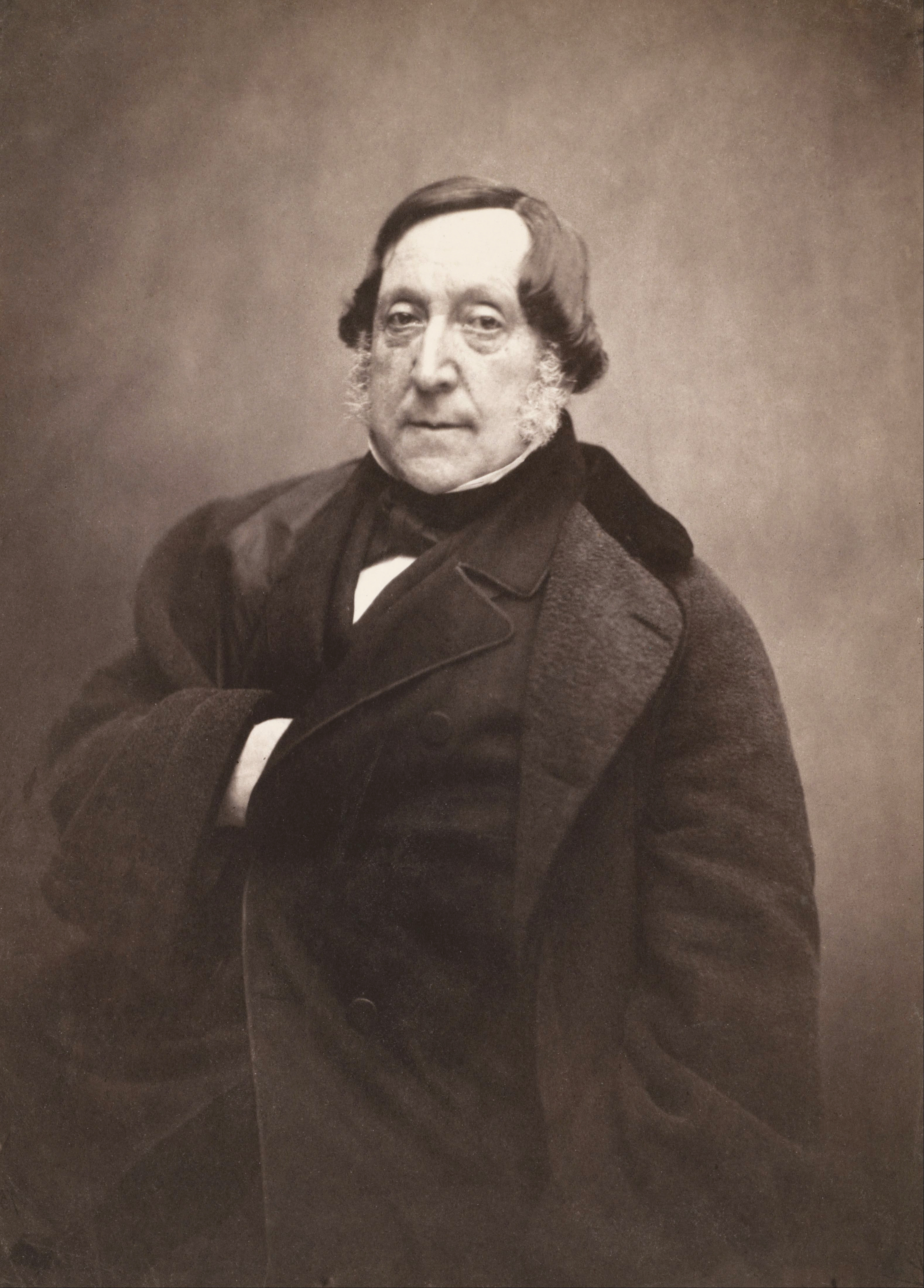
Rossini v roce 1856,
portrét od Nadara

Rossini začal znovu skládat. Jeho hudba z posledního desetiletí života nebyla obecně určena pro veřejné vystupování a na rukopisech obvykle nepsal datum složení. Muzikologové tak mohou jen obtížně určit přesné datum vzniku jeho pozdních děl. Nicméně první, nebo jedním z prvních, byl cyklus písní Musique anodine, věnovaný jeho manželce a jí představený v dubnu 1857. Pro své týdenní salóny napsal více než 150 skladeb, včetně písní, sólových klavírních skladeb a komorních děl pro mnoho různých kombinací nástrojů. Označil je jako své Péchés de vieillesse – „hříchy stáří“. Salóny se konaly v Beau Séjour – vile v Passy – a v zimě v pařížském bytě. Taková posezení byla pravidelnou součástí společenského života Pařížanů – spisovatel James Penrose poznamenal, že ti s dobrými konexemi mohli snadno navštěvovat různé salony téměř každý večer – ale jeho samedi soirées se rychle staly nejvyhledávanějšími: „Pozvánka byla nejcennější trofejí společenského života města.“ Hudba, kterou skladatel pečlivě vybíral, nebyla jen jeho vlastní, ale zahrnovala i díla Pergolesiho, Haydna a Mozarta a moderní skladby některých jeho hostů. Mezi skladateli, kteří navštěvovali salony a někdy i vystupovali, byli Auber, Gounod, Liszt, Rubinstein, Meyerbeer a Verdi. Rád si říkal klavírista čtvrté třídy, ale mnoho slavných klavíristů, kteří se účastnili samedi soirées, bylo oslněno jeho hrou. Pravidelnými hosty byli houslisté jako Pablo Sarasate a Joseph Joachim a tehdejší přední zpěváci. V roce 1860 Wagner navštívil Rossiniho na pozvání od jeho přítele a muzikologa Edmonda Michotteho, který o čtyřicet pět let později zapsal své vylíčení srdečného rozhovoru obou skladatelů. 
Jedna z autorových mála pozdních prací, které byly uvedeny na veřejnosti, byla mše Petite messe solennelle, poprvé uvedena v roce 1864. Ve stejném roce Rossini obdržel od císaře Napoleona III. hodnost velkodůstojníka Řádu čestné legie.
Po krátké nemoci a neúspěšné operaci kvůli rakovině tlustého střeva a konečníku Rossini zemřel v Passy 13. listopadu 1868 ve věku sedmdesáti šesti let. Zanechal Olympe doživotní užívání svého sídla, které po její smrti o deset let později přešlo na obec Pesaro za účelem zřízení Liceo Musicale, a odkázal prostředky na založení domova pro vysloužilé operní pěvce v Paříži. Po smutečním obřadu za účasti více než čtyř tisíc lidí v kostele v Nejsvětější Trojice v Paříži bylo jeho tělo pohřbeno na hřbitově Père Lachaise. V roce 1887 byly jeho ostatky přesunuty do kostela Santa Croce ve Florencii.

## Hudba

### „Rossiniho zákoník“
| «Tous les genres sont bons, hors le genre ennuyeux.» |
| Rossini v dopise z roku 1868 (cituje Voltaira)       |

Spisovatel Julian Budden si povšiml pravidel, která si skladatel osvojil na počátku kariéry a která později důsledně dodržoval, co se týče předeher, árií, struktury díla a jeho obsazení. Budden tato pravidla nazval Code Rossini („Rossiniho zákoník“), odkazem na Code Napoléon („Napoleonův zákoník“), občanský právní systém zavedený císařem Napoleonem. Jeho celkový styl skutečně vykazoval francouzské vlivy: historik John Rosselli naznačuje, že francouzská tažení do Itálie na začátku 19. století znamenala, že „hudba dostala nové vojenské kvality útoku, hluku a rychlosti – které lze slyšet v Rossiniho dílech.“ Jeho přístup k opeře byl také nevyhnutelně ovlivněn změnou vkusu a požadavky publika. Formální „klasicistní“ libreta Pietra Metastasia, která byla oporou stylu opera seria na konci 18. století, byla nahrazena náměty lépe vyhovujícími vkusu doby romantismu, s příběhy vyžadujícími silnější charakterizaci postav a rychlejší spád děje; na zakázku píšící skladatel musel tyto požadavky splnit, jinak neuspěl. Skladatelova strategie odrážela tuto skutečnost. Formální přístup byl pro jeho kariéru nezbytný, přinejmenším v začátcích: během sedmi let 1812–1819 napsal 27 oper,, často v extrémně krátké době. Například na Popelku (1817) měl před premiérou něco přes tři týdny, aby stihl napsat hudbu.
Tyto tlaky vedly k dalšímu významnému prvku v Rossiniho kompozičních postupech, které nebyly zahrnuty do Buddenova „zákoníku“, konkrétně k recyklaci. Úspěšnou předehru skladatel často využil v následujících operách: předehra ke Zkoušce lásky byla později použita pro operu seria Tancredi (1813) a (v opačném směru) předehra k Aurelianovi v Palmýře (1813) skončila (a je dnes známá) jako předehra komedie Lazebník sevillský. V pozdějších dílech také hojně znovu používal melodie árií a další sekvence. Hudební žurnalista Spike Hughes poznamenává, že z dvaceti šesti čísel opery Eduard a Kristina, která byla provedena v Benátkách v roce 1817, bylo devatenáct vytaženo z předchozích děl. „Publikum… bylo pozoruhodně dobromyslné… a šibalsky se ptalo, proč se libreto změnilo od posledního představení.“ Skladatel vyjádřil své znechucení, když Giovanni Ricordi publikoval úplné vydání jeho děl v 50. letech 19. století v Miláně: „Teď všichni zjistí, že se některá díla opakují, protože jsem si myslel, že mám právo vytáhnout ze svých propadáků ty části, které vypadaly nejlépe, abych je zachránil před zapomněním… Propadáky se zdály být nadobro mrtvé, a hleďte, oni je všechny oživili!“

#### Předehry
Muzikolog Philip Gossett poznamenává, že Rossini „byl od samého počátku dokonalým skladatelem předeher.“ Jejich základní vzorec zůstal během jeho kariéry konstantní: Gossett je charakterizuje jako „sonátové věty bez rozvojových sekcí, kterým obvykle předcházel pomalý úvod“ s „jasnými melodiemi, bujným rytmem [a] jednoduchou harmonickou strukturou“ a crescendovým vyvrcholením. Muzikolog Richard Taruskin rovněž konstatuje, že druhý motiv je vždy oznámen sólem na dřevěné nástroje, jejichž „poutavosti“ „vrývají zřetelný profil ve sluchové paměti“, a že pokud jde o bohatost a vynalézavost jeho zacházení s orchestrem, i v těchto raných dílech znamená začátek „velkolepého rozkvětu orchestrace v devatenáctém století“.

#### Árie

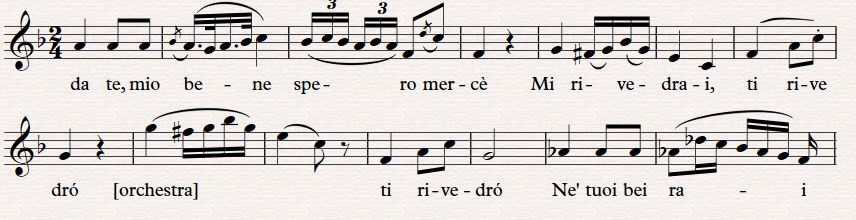
Úryvek z „Di tanti palpiti“ (Tancredi)

Skladatelovo zacházení s áriemi (a duety) ve stylu kavatiny znamenalo vývoj od běžného recitativu a árie z 18. století. Podle Rosselliho se v jeho rukou „árie stala motorem pro uvolnění emocí“. Rossiniho typická struktura árie zahrnovala lyrický úvod („cantabile“) a intenzivnější, brilantní závěr („cabaletta“). Tento model mohl být upraven různými způsoby tak, aby postupoval vpřed (na rozdíl od typické manipulace v osmnáctém století, které vyústily v zastavení akce, protože byly provedeny potřebné opakování árie da capo). Například mohli být okomentovány jinými postavami (konvence známá jako „pertichini“), nebo sbor mohl plynout mezi cantabile a cabalettou tak, aby nastartoval sólistu. I když takový rozvoj nebyl nutně Rossiniho vlastním vynálezem, přesto je vytvořil svým vlastním odborným zpracováním. Mezník v tomto kontextu je cavatina „Di tanti palpiti“ z Tancrediho, které Taruskin i Gossett (mimo jiné) vyčleňují jako transformační, „nejslavnější árii, jakou kdy Rossini napsal“, s „melodií, která, jak se zdá, zachycuje melodickou krásu a nevinnost charakteristickou pro italskou operu.“  Oba autoři poukazují na typický Rossiniovskou techniku vyhýbání se „očekávané“ kadenci árie s náhlým posunem od domácí tóniny F dur k tónině A dur (viz příklad); Taruskin si všiml implicitní hříčky, protože slova mluví o návratu, ale hudba se pohybuje novým směrem. Vliv byl trvalý; Gossett poznamenává, jak Rossiniovský styl cabaletty pokračoval v pronikání italské opery až do Aidy Giuseppe Verdiho (1871).

#### Struktura

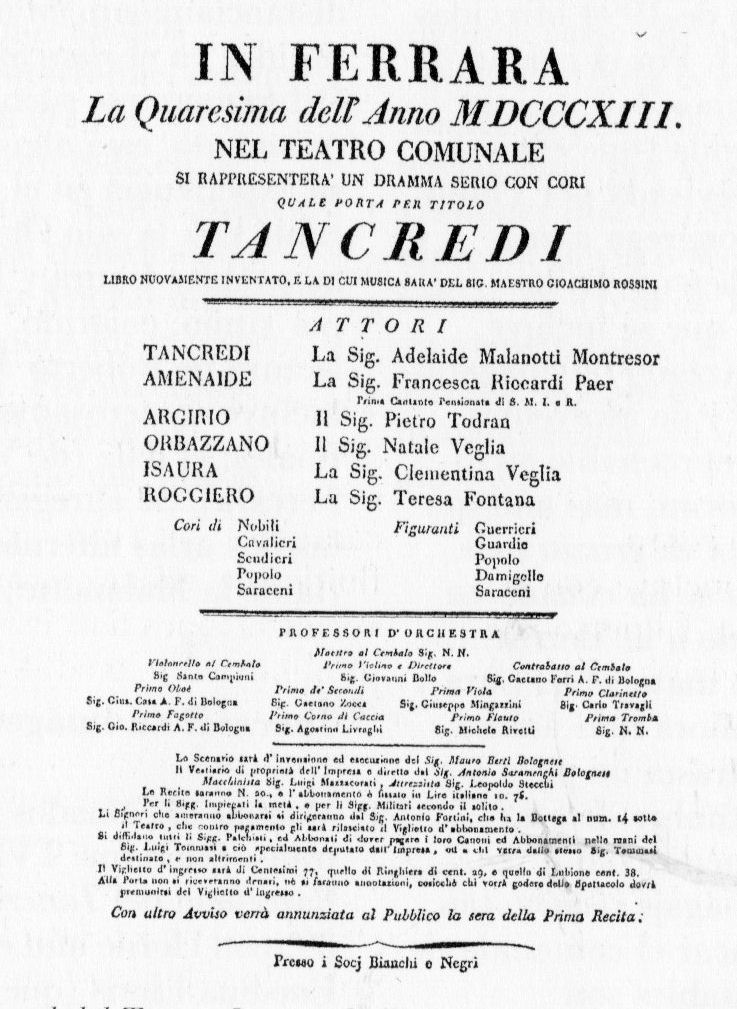
Plakát na představení Tancrediho ve Ferraře, v roce 1813

Jak strukturální integrace forem vokální hudby tak dramatický rozvoj Rossiniho operních děl znamenají dalekosáhlou změnu od Metastasiovy nadřazenosti árií. V jeho dílech také sólové árie postupně zabírají stále menší část opery ve prospěch duetů (také typicky ve formátu cantabile-caballetta) a sborů.
Během konce 18. století tvůrci opery buffa stále více rozvíjeli dramatickou integraci finále každého jednání. Finále se začala „šířit dozadu“, přičemž zabírala stále větší část jednání, přičemž převzala strukturu hudebně souvislého řetězce, doprovázeného celým orchestrem, s řadou sekcí, z nichž každá měla svou vlastní charakteristiku rychlosti a stylu, přidávala se ke křiklavé a energické závěrečné scéně. Ve svých komických operách tuto techniku dovedl k dokonalosti a rozšířil svůj dosah daleko za své předchůdce. O závěru prvního jednání Italky v Alžíru Taruskin píše, že „proběhne téměř sto stran vokální partitury v rekordním čase, jedná se o nejkoncentrovanější jednotlivou dávku Rossiniho.”
Větší význam pro historii opery měla jeho schopnost rozvíjet tuto techniku v žánru opera seria. Gossett ve velmi podrobné analýze finále prvního jednání Tancrediho v jeho praxi identifikuje několik prvků. Patří sem kontrast „pohybových“ akčních postupů, často charakterizovaných orchestrálními motivy, se „statickými“ projevy emocí, závěrečnou „statickou“ sekcí ve formě caballetty se všemi postavami spojujícími se v závěrečných kadencích. Gossett prohlašuje, že „z doby Tancrediho se caballetta… se stává povinnou uzavírací sekcí každé hudební jednotky v operách Rossiniho i jeho současníků.“

### Raná díla
Kromě několika málo výjimek obsahují všechny Rossiniho skladby před Péchés de vieillesse, složených po jeho odchodu na odpočinek, lidský hlas. Jeho úplně první dochovanou prací (kromě jedné písně) je však soubor smyčcových sonát pro dvoje housle, violoncello a kontrabas, napsaný ve věku 12 let, kdy sotva zahájil studium kompozice. Tyto sonáty melodicky a poutavě ukazují, jak vzdálené tehdy bylo nadané dítě od vlivu pokroků v této hudební formě, kterou vyvinuli Mozart, Haydn a Beethoven; důraz je spíše než na hudební vývoj kladen na melodii, barvu, variaci a virtuozitu. Tyto vlastnosti jsou také evidentní ve skladatelových raných operách, zejména v jeho farse (jednoaktových fraškách), spíše než v jeho formálnějších opera seria. Gossett poznamenává, že tato raná díla byla psána v době, kdy „prázdná místa po Cimarosovi a Paisiellovi zůstávala neobsazená“ – to byly Rossiniho první a stále oceňovanější pokusy je zaplnit. Teatro San Moisè v Benátkách, kde se uváděly jeho první frašky, a La Scala v Miláně, kde měla premiéru jeho dvouaktová opera Zkouška lásky (1812), hledaly díla v duchu této tradice; Gossett poznamenává, že v těchto operách „se začala formovat Rossiniho hudební osobnost… objevuje se mnoho prvků, které zůstávají po celou dobu jeho kariéry“ včetně „lásky k čirému zvuku, ostrým a efektivním rytmům.“ Neobvyklý efekt, který je použit v předehře Pana Nevrlínka aneb Hazardu se synem (1813), nasazením houslových smyčců klepajících rytmus na stojany na noty, je příkladem takové vtipné originality. 

### Itálie, léta 1813–1823

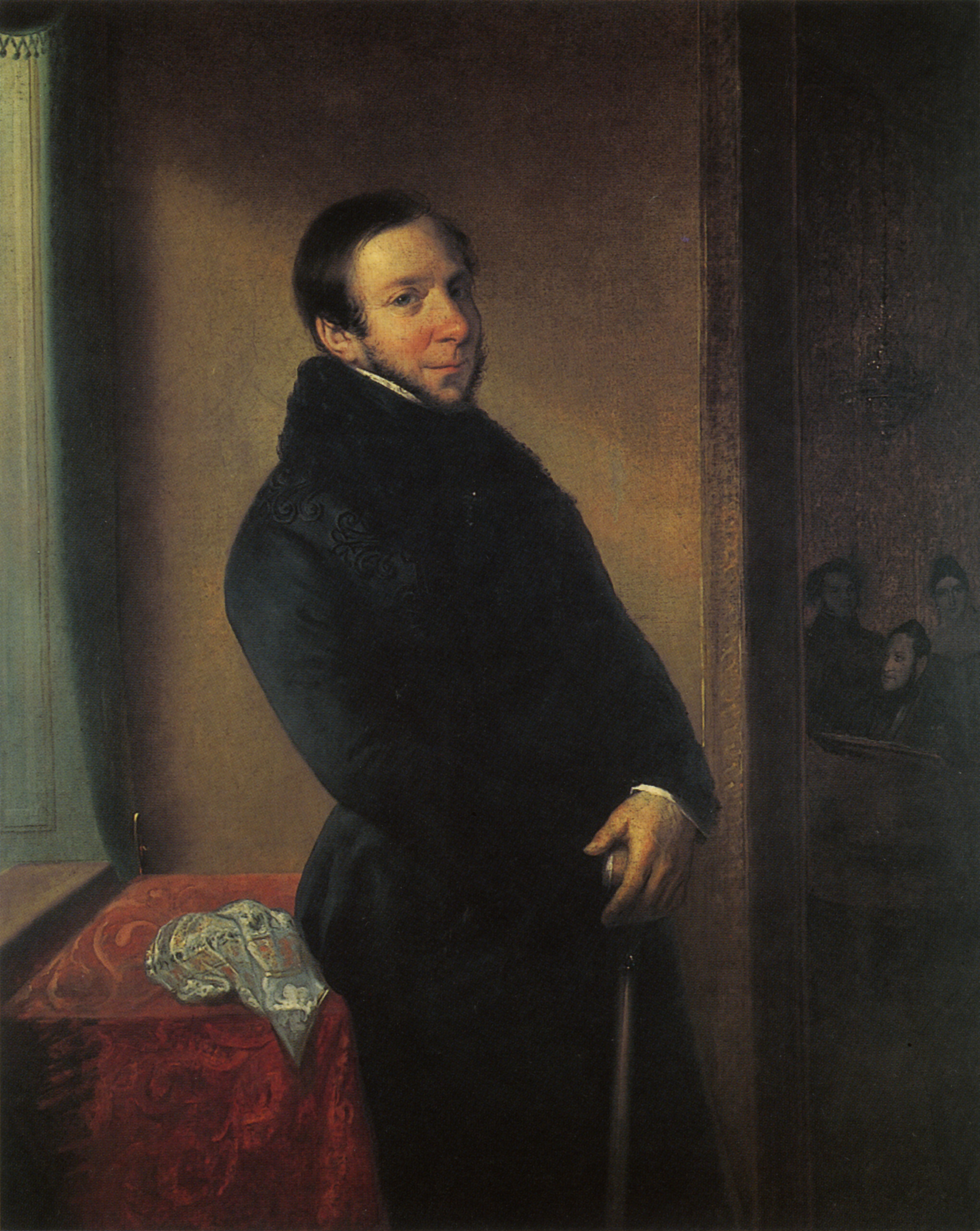
Domenico Barbaja v Neapoli ve 20. letech 19. století

Velký úspěch obou premiér Tancrediho a komické opery Italky v Alžírsku v Benátkách během několika týdnů po sobě (6. února 1813 a 22. května 1813) zpečetil Rossiniho pověst jako rostoucího operního skladatele jeho generace. Od konce roku 1813 do poloviny roku 1814 působil v Miláně a vytvořil dvě nové opery pro La Scalu, Aureliana v Palmýře a Turka v Itálii. Arsace v Aurelianovi zpíval italský kastrát Giambattista Velluti; byla to poslední operní role, kterou skladatel napsal pro kastráta, protože normou se stalo používat altové hlasy – další známka změny operního vkusu. Říká se, že se skladatelovi nelíbilo Vellutiho zdobení jeho hudby; ale ve skutečnosti během jeho italského období, až do Semiramis (1823) Rossiniho psané zpěvné linky začínaly být stále květnatější, a to je vhodněji připisováno měnícímu se vlastnímu stylu skladatele. 
Jeho práce v Neapoli přispěly k tomuto stylistickému vývoji. Město, které bylo kolébkou oper Cimarosyho a Paisiella, jen pomalu uznávalo skladatele z Pesara, ale italský impresário Domenico Barbaia ho v roce 1815 pozval na sedmiletou smlouvu na správu městských divadel a na skládání oper. Poprvé byl schopen dlouhodobě spolupracovat se společností hudebníků a zpěváků, včetně španělské zpěvačky Isabella Colbranová, italských tenorů Andrea Nozzariho, Giovanni Davida a dalších, kteří jak Gossett poznamenává „všichni se specializovali na květnatý zpěv“ a „jejichž vokální talenty zanechaly nesmazatelnou a ne zcela pozitivní stopu na Rossiniho stylu.“ Rossiniho první opery pro Neapol, Alžběta, královna anglická a Věstník byly obě z velké části recyklovány z dřívějších děl, ale už Othello (1816) se vyznačuje nejen svými virtuózními vokálními liniemi, ale svým mistrovsky integrovaným posledním jednáním, s dramatickým podtržením melodie, orchestrací a tónovou barvou; tady, podle Gossettova názoru, „Rossini dospěl jako dramatický umělec.“ Dále připomíná:
| „ | Vývoj Rossiniho stylu od Alžběty, královny anglické přes Zelmiru až k Semiramidě je přímým důsledkem kontinuity [kterou zažil v Neapoli]. Rossini nejen složil některé z nejlepších oper pro Neapol, ale tyto opery hluboce ovlivnily operní skladbu v Itálii a umožnily vývoj, který vedl k Verdimu. | “ |

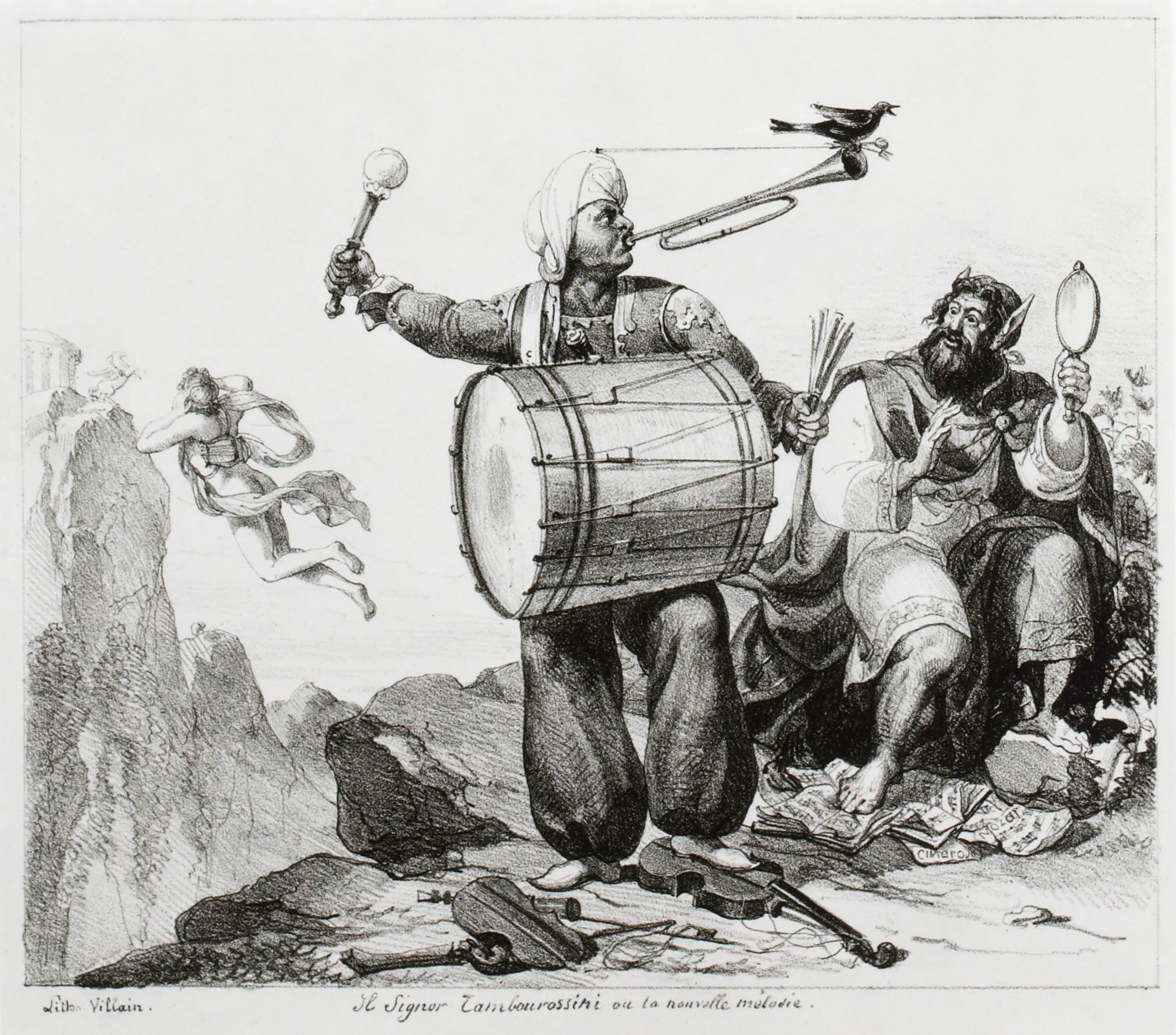
„Il signor Tambourossini, ou la nouvelle mélodie” (1821)

Skladatelova kariéra nyní vzbudila zájem po celé Evropě. Jiní skladatelé přicházeli do Itálie, aby studovali návrat italské opery a používali jeho lekce k dalšímu rozvoji; mezi nimi byl berlínský rodák Giacomo Meyerbeer, který přijel do Itálie v roce 1816, rok po Rossiniho dosazení do Neapole, kde žil a pracoval, dokud ho v roce 1825 následoval do Paříže; využil jednoho z Rossiniho libretistů, Gaetana Rossiho, pro pět ze svých sedmi italských oper, které byly provedeny v Turíně, Benátkách a Miláně. V dopise svému bratrovi ze září 1818 zahrnuje podrobnou kritiku Othella z pohledu ne-italského informovaného pozorovatele. Děsí se autorových vlastních výpůjček v prvních dvou jednáních, ale připouští, že třetí jednání „tak pevně potvrdilo Rossiniho reputaci v Benátkách, že ho nemohlo okrást ani tisíc hlupáků. Ale toto jednání je božsky krásné a co je tak divného, že [jeho] půvaby… jsou očividně ne-Rossiniovské: vynikající, dokonce vášnivé recitativy, tajemné doprovody, spousta místních barvitostí.“ Smlouva skladateli nebránila v provádění jiných představení a před Othellem měl v Římě premiéru Lazebník sevillský, slavnostní vyvrcholení tradice opera buffa (v únoru 1816). Richard Osborne katalogizuje jeho ctnosti: 
Kromě fyzického dopadu… Figarova „Largo al factotum“, je tu Rossiniho cit pro hlasové a instrumentální tóny zvláštní drsnosti a brilance, jeho rychlé promyšlené uspořádání slov a mistrovství velkých hudebních forem s jejich často brilantními a výbušnými vnitřními variacemi. Přidejte k tomu, co Verdi nazval operou „hojností opravdových hudebních nápadů“, a není těžké najít důvody proč vznikla dlouhodobě nejoblíbenější Rossiniho opera buffa.
 Kromě Popelky (Řím, 1817) a „náčrtu perem a inkoustem“ frašky Adiny (1818, neprovedené až do roku 1826) jeho další díla během jeho smlouvy s Neapolí byly v tradici opera seria. Z nejpozoruhodnějších, které všechny obsahující role virtuózního zpěvu, byly Mojžíš v Egyptě (1818), Jezerní paní (1819), Mohamed druhý (1820) všechny uvedené v Neapoli a Semiramis, jeho poslední opera psaná pro Itálii, uvedená v divadle La Fenice v Benátkách v roce 1823. Mojžíš a Mohamed druhý v Paříži později prošly významnými předělávkami (viz níže).

### Francie, léta 1824–1829

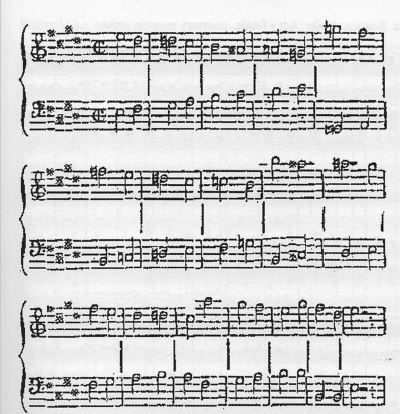
Výňatek z Rossiniho Mojžíše a faraona publikovaný v Le Globe, 31. března 1827, v článku Ludovica Viteta.

Již v roce 1818 zaslechl Meyerbeer zvěsti, že Rossini hledá lukrativní místo v pařížské Opéře – „Pokud budou [jeho návrhy] přijaty, přijede do francouzského hlavního města a možná zažijeme podivné věci.“ Uběhlo asi šest let, než se toto proroctví naplnilo.
V roce 1824 se na základě smlouvy s francouzskou vládou stal ředitelem Théâtre-Italien v Paříži, kde uvedl Meyerbeerovu operu Il crociato v Egitto, a pro které napsal Cestu do Remeše na oslavu korunovace Karla X. (1825). Toto byla jeho poslední opera na italské libreto, později ji vykuchal, aby vytvořil svou první francouzskou operu Hrabě Ory (1828). Nová smlouva z roku 1826 znamenala, že se mohl soustředit na inscenace v Opéře a za tímto účelem podstatně upravil Mohameda druhého jako Obléhání Korintu (1826) a Mojžíše jako Mojžíš a faraon (1827). Díky francouzskému vkusu jsou díla rozšířena (každá o jedno dějství), zpěvné linie jsou po úpravách méně květnaté a dramatická struktura je vylepšena tím, že snížil podíl árií. Jedním z nejvýraznějších dodatků byl sbor na konci III. jednání Mojžíše a faraona, s crescendovým opakováním diatonické vzestupné basové linie, nejprve stoupající o malou tercii, poté o velkou tercii při každém výskytu, a sestupná chromatická horní linie, která vzbudila vzrušení publika.
Rossiniho smlouva s vládou vyžadovala, aby vytvořil alespoň jednu novou velkou operu. Zvolil si příběh lidového hrdiny Viléma Tella, na kterém úzce spolupracoval s libretistou a francouzským dramatikem Étiennem de Jouyem. Tento příběh mu zejména umožnil dopřát si „základní zájem o spřízněné žánry lidové hudby, pastorální a malebné“. Vyplývá to z předehry, která je výslovně programová při popisu počasí, scenérie a jednání, a představuje verzi tradiční švýcarské melodie ranz des vaches, volání švýcarského pastevce, která „během opery prochází řadou proměn“ a podle názoru Richarda Osborna vyjadřuje „něco z charakteru leitmotivu“.  Podle názoru hudebního historika Benjamina Waltona „Rossini nasycuje dílo místními barvami do té míry, že zde není prostor pro něco jiného.“ Role sólistů je tak ve srovnání s jeho jinými operami významně snížena, přičemž hrdina nemá ani vlastní árii, zatímco sbor švýcarského lidu stojí důsledně v hudebním i dramatickém popředí.

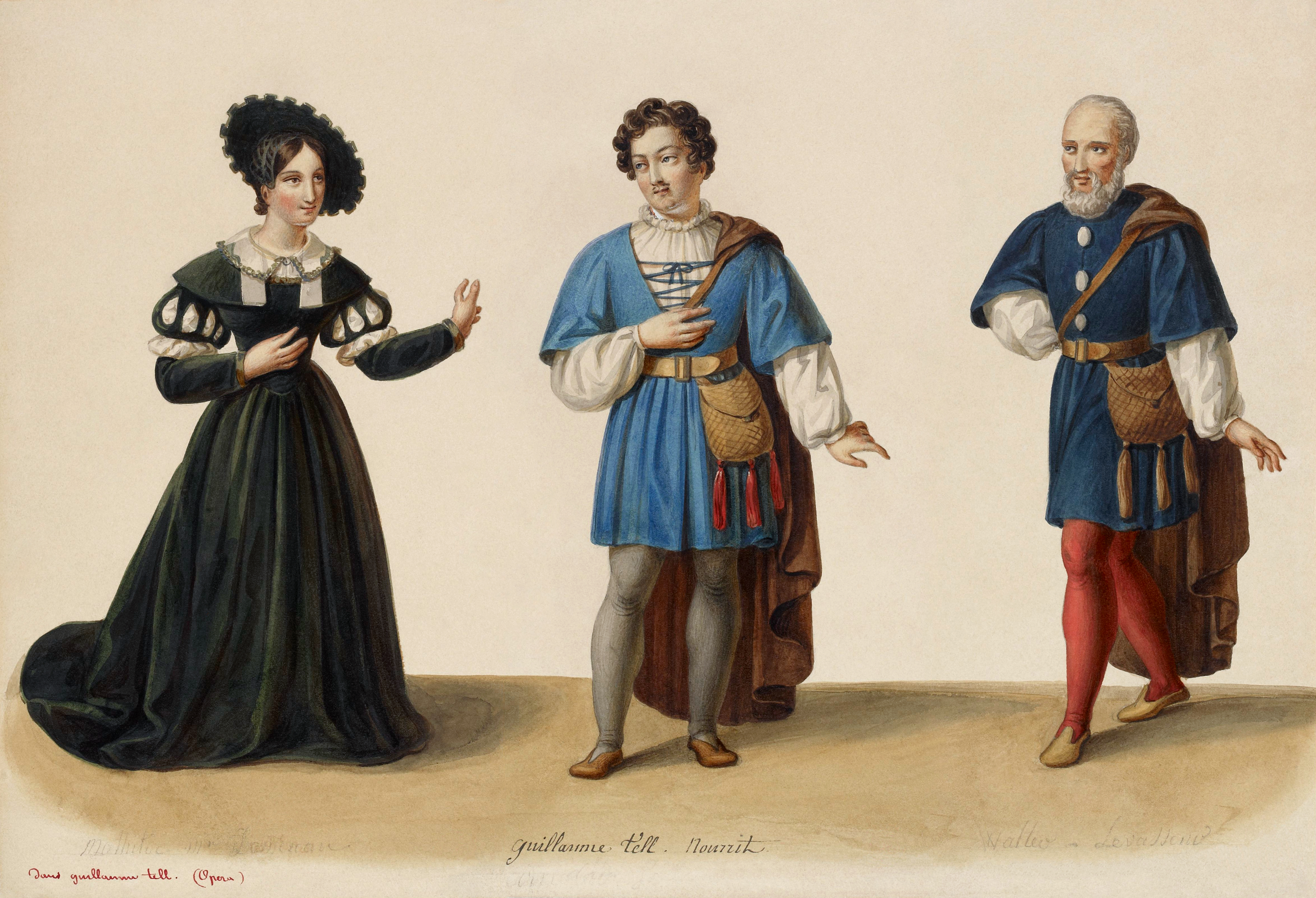
Návrh kostýmů pro Viléma Tella s Laurou Cinti-Damoreauovou jako Mathildou, Adolphem Nourritem jako Arnoldem Melchtalem a Nicolasem Levasseurem jako Walterem Furstem

Vilém Tell měl premiéru v srpnu 1829. Skladatel také k opeře vytvořil kratší, tříaktovou verzi, u které do sebe integruje pas redoublé (rychlý pochod) z poslední část předehry v jejím finále; tak byl nejprve hrán v 1831 a stal se východiskem pro budoucí produkce Opéry. Tell byl od začátku velmi úspěšný a byl často znovuuváděn – v roce 1868 byl skladatel přítomen na jeho 500. představení v Opéře. Noviny Globe při premiéře nadšeně uvedly, že „nová francouzská epocha se otevřela nejen pro francouzskou operu, ale i pro dramatickou hudbu jinde.“ Byla to éra, jak se ukázalo, které se Rossini nezúčastnil.

### Odchod, 1830–1868
Rossiniho smlouva vyžadovala, aby pro Opéru vytvořil pět nových děl během 10 let. Po premiéře Viléma Tella už uvažoval o některých operních námětech, včetně Goetheova Fausta, ale jediná významná díla, která dokončil před opuštěním Paříže v roce 1836, byla Stabat Mater, napsaná pro soukromé uvedení v roce 1831 (později dokončena a publikována v roce 1841) a sbírka salonní vokální hudby Soirées musicales publikovaná v roce 1835. Bydleje v Bologni věnoval se výuce zpěvu v Liceo Musicale a vytvořil také pasticcia Tell, Rodolfo di Sterlinga, ve prospěch zpěváka Nikolaje Ivanova, pro které Giuseppe Verdi poskytl některé nové árie. Pokračující poptávka v Paříži vyústila v produkci „nové“ francouzské verze Othella v roce 1844 (které se Rossini nezúčastnil) a „nové“ opery Robert Bruce, pro kterou spolupracoval se skladatelem Louisem Niedermeyerem a dalšími na přepracování hudby z Jezerní paní a dalších z jeho děl, které byly málo známé v Paříži, aby pasovaly na nové libreto. Jejich úspěch nebyl bezvýhradný, mírně řečeno.
Teprve když se skladatel v roce 1855 vrátil do Paříže, objevily se známky oživení jeho hudebního ducha. Proud kusů pro zpěv, sbor, klavír a komorní soubory psané pro jeho soirée, Péchés de vieillesse (Hříchy stáří) byl vydáván ve třinácti svazcích od 1857 do 1868; z těchto svazků svazky 4 až 8 tvoří „56 polokomických kusů pro klavír … připsaný klavíristům čtvrté třídy, ke kterým mám tu čest patřit.“ Mezi ně patří parodický pohřební pochod, Marche et reminiscences pour mon dernier (Pochod a vzpomínky na mou poslední cestu). Gossett píše o Péchésech: „Jejich historické postavení je třeba ještě posoudit, ale zdá se pravděpodobné, že jejich vliv, buď přímý nebo nepřímý, na skladatele, jako byl Camille Saint-Saëns a Erik Satie, byl významný.“ 

Nejvýznamnější dílo jeho posledního desetiletí, Petite messe solennelle (1863), bylo napsané pro malé obsazení (původně zpěvy, dva klavíry a harmonium), a tak nevhodné pro koncertní sál; a protože zahrnovalo ženské hlasy, bylo v té době nepřijatelné pro církevní uvedení. Richard Osborne navrhuje, že z těchto důvodů byl kus poněkud přehlížen mezi jeho skladbami. Mše není ani zvlášť petite (malá) ani zcela solennelle (slavnostní), ale je pozoruhodná svou milostí, kontrapunktem a melodií. Na konci rukopisu napsal skladatel: 
 Drahý Bože, tady je hotovo, tato ubohá malá mše. Je to posvátná hudba, kterou jsem napsal, nebo zatracená hudba? Narodil jsem se pro operu buffu, jak dobře víš. Trochu techniky, trochu srdce, to je vše. Buď požehnán a dej mi ráj. 

## Vliv a odkaz

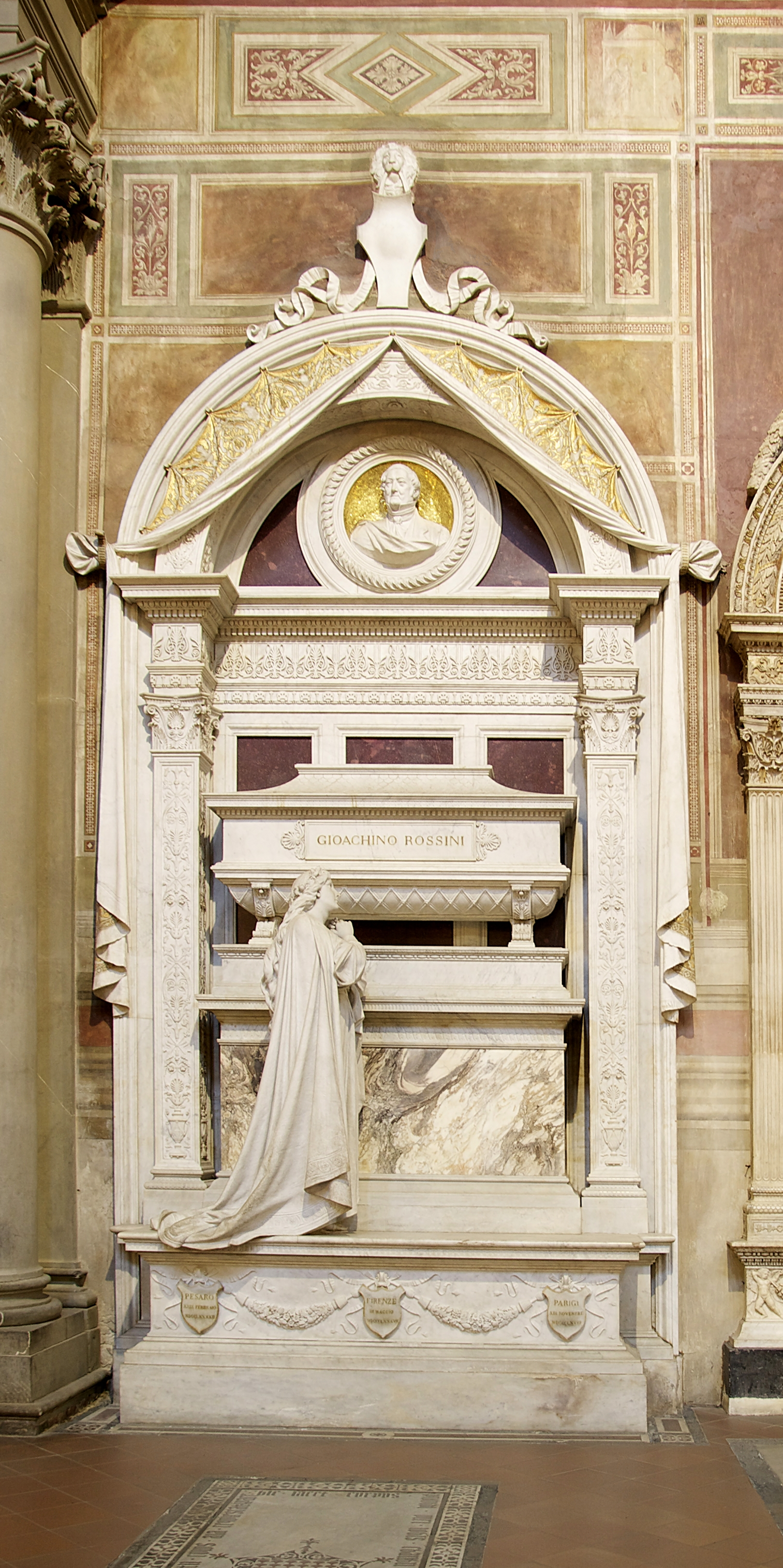
Místo Rossiniho posledního odpočinku v bazilice Santa Croce ve Florencii; socha Giuseppe Cassioliho (1900)

Popularita Rossiniho melodií vedla mnoho tehdejších virtuózů k vytváření klavírních přepisů nebo fantazií na nich založených. Příklady zahrnují fantazie Sigismonda Thalberga na motivy z Mojžíše a faraona, sady variací na „Non più mesta“ z Popelky Henriho Herze, Frédérica Chopina, německého pianisty Franze Hüntena, Antona Diabelliho a německého pianisty Friedricha Burgmüllera, a Lisztovy transkripce předehry Viléma Tella (1838) a Soirées musicales. 
Přetrvávající popularita jeho komických oper (a klesající uvádění jeho oper serie), zavržení stylů zpěvu a způsobů inscenace jeho doby a vznikající koncepce skladatele spíše „kreativního umělce“ než řemeslníka, zmenšily a zkreslily jeho místo v hudební historii, i když formy italské opery, pokračující dlouho až do období verismu, dluží mnoho jeho inovacím. Rossiniho postavení mezi jeho současnými italskými skladateli naznačuje Messa per Rossini, projekt iniciovaný Verdim během několika dnů po skladatelově smrti, který spolu s tuctem dalších skladatelů vytvořili za vzájemné spolupráce.
Jestliže jeho hlavní přínos italské opeře tkví ve vokálních formách a dramatické struktuře vážné opery, jeho odkazem francouzské opeře je vytvoření přechodu od opery buffa k rozvoji opéra comique (a odtud přes opery bouffes Jacquese Offenbacha až k žánru operety). Mezi komické opery, které za mnoho vděčí jeho stylu, patří La dame blanche (1825) François Adriena Boieldieu a Fra Diavolo Daniela Aubera (1830), stejně jako díla Ferdinanda Hérolda, Adolphe Adama a Jacquese Halévyho. Kritikem jeho stylu byl Hector Berlioz, který psal o jeho „melodickém cynismu, opovržení dramatickým a dobrým rozumem, jeho nekonečném opakování jediné formy kadence, jeho věčném dětinském crescendu a jeho brutálnímu basovému bubnu“.
Bylo asi nevyhnutelné, aby impozantní pověst, kterou si skladatel za svého života vybudoval, následně vybledla. V roce 1886, necelých dvacet let po smrti skladatele, George Bernard Shaw napsal: „Na kdysi všemocného Rossiniho, jehož Semiramis připadala našim neznalejším dědům jako zázrak z Ninive, se už konečně přestalo vzhlížet jako na skladatele vážných děl.“ V recenzi Lazebníka z roku 1877 poznamenal, že pěvkyně Adelina Patti zazpívala ve scéně hodiny zpěvu přídavkem „Home, Sweet Home“ (Domove, sladký domove) ale že „opera se ukázala tak nesnesitelně únavnou, že někteří diváci již projevili své pochopení pro hlavní myšlenku balady tím nejpraktičtějším způsobem.“
Na počátku 20. století se dočkal pocty od Ottorina Respighiho, který provedl orchestraci výňatků z Pêches de vieillesse jednak do svého baletu la boutique fantasque (1918) jednak do suity Rossiniana (1925), stejně jako od Benjamina Brittena, který upravil Rossiniho hudbu do dvou suit, Soirées musicales (op. 9) z roku 1936 a Matinées musicales (op. 24) z roku 1941. Richard Osborne uvádí třísvazkovou Rossiniho biografii od Giuseppe Radiciottiho (1927–1929) jako obrat směrem ke kladnému hodnocení skladatele, k němuž mohl přispět i trend hudebního neoklasicismu. Pevnější přehodnocení Rossiniho významu začalo až později ve 20. století ve světle studií a kritických vydání vydání jeho děl. Hlavním hybatelem v tomto vývoji byla nadace „Fondazione G. Rossini”, kterou založilo město Pesaro v roce 1940 s využitím prostředků, které městu odkázal skladatel. Od roku 1980 podporuje nadace každoroční Rossiniovský operní festival v Pesaru.
Z jeho repertoáru ve světových operních domech v 21. století stále dominuje Lazebník, druhá nejoblíbenější je Popelka. Pravidelně se uvádí i několik dalších oper, včetně Hraběte Oryho, Jezerní paní, Straky zlodějky, Viléma Tella, Italky v Alžíru, Hedvábného žebříku, Turka v Itálii a Cesty do Remeše. Mezi další Rossiniho skladby v současném mezinárodním repertoáru čas od času patří Adina, Armida, Alžběta, královna anglická, Hermiona, Mojžíš v Egyptě a Tancredi. Rossiniho festival ve Wildbadu se specializuje na uvádění vzácnějších děl. Na webových stránkách Operabase s uvedením představení je zaznamenáno 2 319 představení v celkem 532 produkcích Rossiniho oper na 255 místech po celém světě během tří let 2017–2019. Všechny Rossiniho opery byly nahrány.
Skladatelovy opery byly brzy uváděny také v českých zemích, v rozmezí jednoho až devíti let od světové premiéry. Výjimkou byla Popelka, poprvé uvedená až v roce 1870 v Praze v Prozatímním divadle. Ta byla uvedena v češtině, ostatní opery byly uvedeny vždy nejprve v němčině. První opera, která byla v českých zemích uvedena, byl v roce 1817 v němčině Tancredi. Opery Alžběta, Jezerní paní, Mohamed, Zelmira a Semiramis byly premiérované v Brně. V letech 2017 až 2019 byl z jeho oper uveden v České republice ve 4 produkcích Lazebník sevillský, ve třech produkcích Popelka a v jedné produkci Hrabě Ory.